# Gruppo Wagner
Il Gruppo Wagner (in russo Группа Вагнера?, Gruppa Vagnera), noto anche come Compagnia militare privata "Wagner" (in russo ЧВК «Вагнер»?, ČVK «Vagner» dall'inglese PMC Wagner e cioè Private Military Company), è stato descritto come una compagnia militare privata e come un gruppo paramilitare della Federazione Russa. Il gruppo è stato di proprietà di Evgenij Prigožin, un uomo d'affari che ha avuto stretti legami con il presidente russo Vladimir Putin, fino alla ribellione da lui guidata nel giugno 2023.
Il gruppo è emerso per la prima volta durante la guerra del Donbass, dove operò in aiuto delle forze separatiste delle auto-dichiarate repubbliche popolari di Doneck e di Lugansk in Ucraina dal 2014 al 2015. Wagner ha svolto un ruolo significativo nella successiva invasione russa dell'Ucraina, per la quale ha reclutato detenuti russi per il combattimento in prima linea. Alla fine del 2022, la sua forza in Ucraina era cresciuta da 1.000 unità ad un numero compreso tra le 20.000 e le 50.000 unità. Si ritiene che le unità Wagner fossero la principale forza d'assalto della Russia nella battaglia di Bakhmut. Wagner ha anche sostenuto regimi amici alla Russia ed i suoi appartenenti hanno partecipato a diversi conflitti, come le guerre civili in Libia e Siria, la seconda guerra civile nella Repubblica Centrafricana, la guerra in Mali. In Africa, ha offerto sicurezza ai regimi in cambio del trasferimento di contratti di estrazione di diamanti e oro a società russe.
Rapporti dell'ONU hanno accusato il gruppo di aver commesso crimini di guerra nelle aree in cui ha operato. Nel novembre 2022, il Parlamento europeo ha richiesto che il gruppo fosse inserito nella lista dei terroristi dell'Unione europea.
Prigožin ammise di essere il leader di Wagner nel settembre 2022. Iniziò a criticare apertamente il Ministero della Difesa russo per aver gestito male la guerra contro l'Ucraina, affermando infine che le loro ragioni per l'invasione erano bugie. Il 23 giugno 2023, guidò il Gruppo Wagner in una ribellione armata contro la Russia dopo aver accusato il Ministero della Difesa di aver bombardato i suoi soldati. Le unità Wagner presero possesso della città russa di Rostov sul Don, mentre un convoglio si dirigeva verso Mosca. L'ammutinamento fu fermato il giorno successivo quando fu raggiunto un accordo: i ribelli Wagner non sarebbero stati perseguiti se avessero scelto di firmare contratti con il Ministero della Difesa o di ritirarsi in Bielorussia.
Il 23 agosto 2023, Prigožin e i comandanti Dmitrij Utkin e Valery Chekalov morirono in un incidente aereo in Russia, lasciando ad oggi, poco chiara la struttura di comando di Wagner.
Ufficialmente si trattava di un gruppo indipendente di mercenari privati, ma secondo diverse fonti sarebbe stato un'unità diretta dal Ministero della difesa russo, utilizzata nei conflitti dov'è richiesta la possibilità di dichiararsi non coinvolti ("negazione plausibile").

## Storia

### Nascita e affermazione
Il Consiglio dell'Unione europea identifica il fondatore della compagnia nella persona di Dmitrij Valer'evič Utkin nato ad Asbest, città nell'oblast' di Sverdlovsk. Foreign Policy sostiene che Utkin fosse solamente uno dei primi comandanti del gruppo Wagner. Utkin ha partecipato alla prima e alla seconda guerra cecena.
Fino al 2013 è stato tenente colonnello e comandante di brigata del 700º distaccamento specnaz della 2ª brigata delle forze speciali della Direzione principale dell'intelligence russa (GRU). Si è ritirato dall'esercito nel 2013 e ha iniziato a lavorare per la società privata Moran Security Group fondata da veterani militari russi; la società ha svolto missioni di sicurezza e formazione in tutto il mondo, specializzandosi nella sicurezza contro la pirateria. Lo stesso anno, gli alti dirigenti del Moran Security Group furono coinvolti nella creazione di un'organizzazione di nome Slavonic Corps con sede a Hong Kong che mandava appaltatori per "proteggere i giacimenti petroliferi e gli oleodotti" in Siria. Utkin era in Siria come parte dello Slavonic Corps e sopravvisse alla sua disastrosa missione. Successivamente il servizio di sicurezza federale russo arrestò alcuni membri del corpo per attività mercenaria illegale. Lo stesso gruppo Wagner si è presentato per la prima volta nel 2014 insieme a Utkin nella regione di Lugansk in Ucraina, con un gruppo di 250 uomini.
Foreign Policy ha rilevato che l'origine del nome "Wagner" sia sconosciuta. Secondo alcuni deriverebbe dal nome di battaglia di Utkin il quale, adornato con tatuaggi nazisti, lo avrebbe scelto in onore del compositore Richard Wagner e per la sua passione per il Terzo Reich (Wagner fu il compositore preferito di Adolf Hitler). Nell'agosto 2017, il quotidiano turco Yeni Şafak ha ipotizzato che Utkin fosse solo una figura di spicco per l'azienda, ma che il vero capo di Wagner fosse qualcun altro.
Nel dicembre 2016 Dmitrij Utkin, l'ultima volta in cui è comparso in pubblico, è stato fotografato con il presidente russo Vladimir Putin ad un ricevimento del Cremlino offerto a persone di servizio altamente decorate in occasione del giorno degli Eroi della Madrepatria insieme a Aleksandr Kuznecov, Andrej Bogatov e Andrej Trošev. Pare che Kuznecov, noto con il suo nome di battaglia "Ratibor", fosse il comandante della prima compagnia di ricognizione e assalto di Wagner, Bogatov il comandante della quarta compagnia di ricognizione e assalto e Trošev il "direttore esecutivo" della compagnia.
Pochi giorni dopo Dmitrij Peskov, portavoce del Cremlino, ha confermato la presenza di Dmitrij Utkin al ricevimento organizzato per coloro che erano stati insigniti dell'Ordine del coraggio e del titolo di Eroe della Federazione Russa. Peskov ha confermato la sua presenza e che aveva effettivamente ricevuto il premio, ma non ha potuto dire per cosa, tranne che presumibilmente per coraggio. Peskov ha dichiarato di non sapere quanto fosse famoso Utkin.
Nell'ottobre 2022, il parlamento estone ha definito il Gruppo Wagner come un'organizzazione terroristica; nel novembre dello stesso anno il Parlamento europeo ha richiesto che il gruppo fosse inserito nella lista dei terroristi dell'Unione Europea.

### Ideologia
Radio Free Europe ha affermato che la Fede nativa slava (un nuovo movimento religioso pagano moderno) sarebbe favorita dalla guida del gruppo Wagner. Secondo Erica Gaston, consulente politico presso il Centro di ricerca politica dell'Università delle Nazioni Unite, sebbene sia il presunto fondatore sia alcuni membri del Wagner abbiano "simpatie per i gruppi di estrema destra", il gruppo non sarebbe di tipo "ideologico". Il sociologo Andrea Molle della Chapman University di Orange, sostiene che alcuni membri del gruppo facciano uso delle rune sui propri mezzi militari, come nel misticismo nazista e nel nazismo esoterico.

## Relazione con lo Stato russo
Il 27 giugno 2023 il presidente Putin, mentre dichiarava un'indagine sulla spesa del Gruppo Wagner, ha confermato che lo Stato russo ha finanziato interamente il gruppo con denaro proveniente dal bilancio della difesa del paese e dal bilancio statale. Soltanto tra maggio 2022 e maggio 2023, lo Stato russo ha finanziato il gruppo con 86.262 miliardi di rubli, circa 1 miliardo di dollari. Putin in passato ha spesso negato qualsiasi legame tra lo Stato russo e "Wagner" e ha insistito sul fatto che si trattasse di una "compagnia militare privata".
Prima di ciò, molti osservatori russi e occidentali credevano che l’organizzazione in realtà non esistesse come una compagnia militare privata, ma fosse in realtà un ramo mascherato del Ministero della Difesa russo che alla fine fa capo al governo russo. La compagnia condivideva basi con l'esercito russo, veniva trasportata da aerei militari russi e utilizzava i servizi sanitari militari russi. È anche documentato che lo stato russo abbia fornito i membri del gruppo con passaporti.
Lo status giuridico delle compagnie militari private in Russia è vago: da un lato, la legislazione russa proibisce esplicitamente "formazioni armate illegali e gruppi mercenari", ma allo stesso tempo lo Stato russo non persegue numerose PMC che impiegano russi e operano in Russia. Viktor Ozerov una volta ha accennato al fatto che questo divieto non si applica alle società registrate all'estero e in tal caso "la Russia non è legalmente responsabile di nulla". Questa vaghezza è stata interpretata come uno strumento che consente allo Stato russo di consentire selettivamente le operazioni delle PMC di cui ha bisogno, impedendo al contempo la creazione di qualsiasi PMC che creerebbe un rischio per Putin e allo stesso tempo gestendo la plausibile negabilità delle loro azioni.
Di conseguenza, sembra che diverse PMC abbiano operato in Russia e nell’aprile 2012 Vladimir Putin, parlando alla Duma di Stato in qualità di primo ministro della federazione russa, ha approvato l’idea di istituire PMC in Russia.
Diversi analisti militari hanno descritto la Wagner come una compagnia militare “pseudo-privata” che offre all’establishment militare russo alcuni vantaggi come la garanzia della negazione plausibile, del segreto pubblico sulle operazioni militari della Russia all’estero, nonché sul numero delle perdite. Pertanto, gli appaltatori della Wagner sono stati descritti come "soldati fantasma", poiché il governo russo non li ha riconosciuti ufficialmente.
Nel marzo 2017, Radio Liberty ha definito Wagner una "formazione militante semi-legale che esiste sotto l'ala protettrice e con i fondi del Ministero della Difesa". Nel settembre 2017, il capo del servizio di sicurezza ucraino (SBU) Vasyl' Hrycak ha affermato che, a loro avviso, Wagner era essenzialmente "un esercito privato di Putin" e che la SBU stava "lavorando per identificare queste persone, membri del Wagner PMC, rendere pubbliche queste informazioni in modo che i nostri partner in Europa le conoscano personalmente". Secondo la SBU, ai dipendenti Wagner sono stati rilasciati passaporti internazionali dal GRU tramite l'Unità 770-001 dell'Ufficio centrale per la migrazione nella seconda metà del 2018, accuse parzialmente verificate da Bellingcat.
In un'intervista del dicembre 2018, il presidente russo Putin ha affermato, riguardo all'operato di Wagner in Ucraina, Siria e altrove, che "tutti dovrebbero rimanere nel quadro legale" e che se il gruppo Wagner avesse violato la legge, il procuratore generale russo "dovrebbe fornire una valutazione giuridica". Ma secondo Putin, se non avessero violato la legge russa, avevano il diritto di lavorare e promuovere i propri interessi commerciali all’estero. Putin ha anche negato le accuse secondo cui Prigožin avrebbe diretto le attività di Wagner. Prigožin ha avuto una faida pubblica con il ministro della difesa russo Sergej Šojgu. Nel settembre 2022 Prigožin ha ammesso ufficialmente di aver fondato e di gestire il "Gruppo Wagner".
Secondo il media investigativo russo Russkij Kriminal, il comando militare di "Wagner" era detenuto direttamente dal GRU, compreso il suo attuale capo Igor Kostjukov e l'ex capo delle forze speciali russe Aleksej Djumin, con Prigožin responsabile della sua amministrazione aziendale. "Wagner" è "popolato" principalmente da attuali ed ex agenti del GRU, e utilizzato per operazioni in cui la partecipazione diretta del GRU non è auspicabile. I giornalisti russi collegano Prigožin anche a Jurij Koval'čuk e Sergej Kirienko, entrambi personaggi influenti vicini a Putin.
Le compagnie militari private sono ancora illegali in Russia, ma con la loro massiccia partecipazione alla guerra in Ucraina sono state legittimate dal Ministero della Difesa e dal governo russo con il termine generico di "distaccamenti di volontari". Il 5 maggio 2023, Prigožin ha incolpato il ministro della difesa russo Sergej Šojgu e il capo di stato maggiore delle forze armate russe, generale Valerij Gerasimov, per "decine di migliaia" di vittime di Wagner, dicendo: "Sono venuti qui come volontari e stanno morendo così potete sedervi come gatti grassi nei vostri uffici di lusso." Nel 2023 il governo russo ha concesso lo status di veterani di combattimento agli appaltatori della Wagner che hanno preso parte all'invasione russa dell'Ucraina. In un video diffuso il 23 giugno 2023, Prigožin ha affermato che le giustificazioni del governo russo per l'invasione russa dell'Ucraina erano basate su bugie. Ha accusato il Ministero della Difesa russo sotto Šojgu di "cercare di ingannare la società e il presidente e dirci che c'è stata una folle aggressione da parte dell'Ucraina e che stavano progettando di attaccarci con tutta la NATO".

### Ribellione

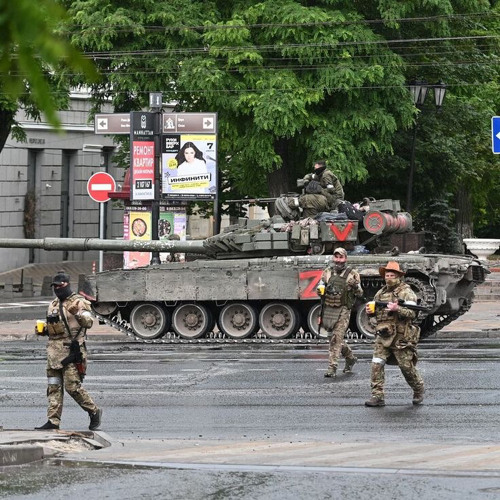
Paramilitari della Wagner durante la rivolta del giugno 2023

Il 24 giugno 2023, Prigožin è stato accusato dal governo russo di aver organizzato una rivolta armata dopo aver minacciato di attaccare le forze russe in risposta ad un presunto attacco aereo sui suoi soldati. Le forze di sicurezza russe hanno accusato il fondatore del gruppo di aver lanciato un tentativo di colpo di Stato mentre si impegnava ad una "marcia della giustizia" contro l'esercito russo. Prigožin ha pubblicato un promemoria vocale in cui affermava che Wagner aveva lasciato l'Ucraina e stava avanzando verso la città russa di Rostov sul Don. Gli alti generali russi incoraggiarono i combattenti di Wagner a ritirarsi. Nel frattempo il servizio di sicurezza nazionale russo, l'FSB, ha affermato di aver presentato accuse penali contro Prigožin e di aver deciso di arrestarlo. Prigožin affermò che le forze mercenarie di Wagner entrarono a Rostov senza alcuna resistenza. Alla fine un accordo fu mediato dal presidente bielorusso Aljaksandr Lukašėnka per fare terminare la ribellione. Secondo l'accordo, Prigožin avrebbe dovuto lasciare la Russia per la Bielorussia e il procedimento penale contro di lui sarebbe stato archiviato. Nessuna azione legale avrebbe dovuto essere intrapresa contro le sue truppe, ed i combattenti Wagner avrebbero dovuto firmare contratti con il Ministero della Difesa russo.
Il 26 agosto 2023, in seguito alla morte di Prigožin in un "incidente" aereo nell'oblast di Tver', Putin ha firmato un decreto che ordinava ai combattenti del Gruppo Wagner di prestare un "giuramento di fedeltà" allo Stato russo. Successivamente molti mercenari furono riassegnati in Bielorussia o trasferiti in Africa con il nome di "Africa Corps"(da non confondersi con i Deutsches Afrikakorps).

## Effettivi e struttura
All'inizio del 2016 il gruppo Wagner aveva 1 000 membri, che in seguito sono saliti a 5 000 entro agosto 2017, e 6 000 entro dicembre 2017. Si diceva che l'organizzazione fosse registrata in Argentina e che avesse uffici anche a San Pietroburgo e Hong Kong. Nel novembre 2022, il gruppo ha ufficialmente aperto una nuova sede e un centro tecnologico a San Pietroburgo. A seguito del dispiegamento delle sue attività tra il 2017 e il 2019 in Sudan, Repubblica Centrafricana, Madagascar, Libia e Mozambico. Il gruppo Wagner aveva uffici in 20 paesi africani, compresi Swaziland, Lesotho e Botswana, alla fine del 2019. All'inizio del 2020 Erik Prince, fondatore della compagnia militare privata Blackwater, avrebbe cercato di fornire servizi militari al Gruppo Wagner nelle sue operazioni in Libia e Mozambico, secondo The Intercept. Secondo quanto riferito, a marzo 2021, i mercenari della Wagner sarebbero stati schierati anche in Zimbabwe, Angola, Guinea, Guinea Bissau e forse anche nella Repubblica Democratica del Congo.
La paga dei mercenari del gruppo Wagner, che di solito sono militari russi regolari in pensione di età compresa tra i 35 e i 55 anni, è stimata tra gli 80 000 e i 250 000 rubli russi al mese. Una fonte ha anche affermato che la paga arrivasse fino a 300 000 rubli.

### Reclutamento e formazione
L'azienda formava i suoi membri presso una struttura del Ministero della difesa russo vicino al villaggio di Molkin, nel territorio di Krasnodar. Le caserme della base non erano ufficialmente collegate al Ministero della difesa russo, con documenti del tribunale che le descrivono come un campo estivo per bambini. Secondo un articolo pubblicato dal quotidiano russo Soveršenno Sekretno, l'organizzazione che assumeva personale per il gruppo Wagner non aveva un nome permanente e aveva un indirizzo legale vicino all'insediamento militare Pavšino a Krasnogorsk, vicino a Mosca. Nel dicembre 2021, la rivista New Lines ha analizzato i dati su 4.184 membri Wagner che erano stati identificati dai ricercatori del Centro ucraino di analisi e sicurezza, scoprendo che l'età media di un mercenario della Wagner è quarant'anni e che provenivano da ben quindici paesi diversi, sebbene la maggior parte provenisse dalla Russia.
Quando le nuove reclute arrivavano al campo di addestramento, non erano più autorizzate ad utilizzare i servizi di social network e altre risorse Internet. I dipendenti dell'azienda non erano autorizzati a pubblicare su Internet foto, testi, registrazioni audio e video o qualsiasi altra informazione ottenuta durante la loro formazione. Inoltre, non erano autorizzati a dire a nessuno la loro posizione, indipendentemente dal fatto che si trovassero in Russia o in un altro paese. Telefoni cellulari, tablet e altri mezzi di comunicazione venivano lasciati alla compagnia e rilasciati con il permesso del comandante. Passaporti e altri documenti venivano consegnati e in cambio i dipendenti dell'azienda ricevevano una piastrina senza nome con un numero personale. L'azienda accettava nuove assunzioni solo se si fosse stipulato un accordo di riservatezza di 10 anni, e in caso di violazione di quest'ultimo la società si riservava il diritto di risolvere il contratto del dipendente senza pagare alcuna commissione. Secondo il Servizio di sicurezza dell'Ucraina (SBU), agli ufficiali militari russi viene assegnato il ruolo di istruttori di addestramento per le reclute. Durante la loro formazione, i mercenari ricevono 1.100 dollari al mese.
Alla fine del 2019, è stato rivelato un cosiddetto codice d'onore Wagner che elenca i dieci comandamenti che i mercenari di Wagner devono seguire. Questi includono, tra gli altri, proteggere gli interessi della Russia sempre e ovunque, valorizzare l'onore di un soldato russo, combattere non per denaro, ma secondo il principio di vincere sempre e ovunque.
Con l'aumento delle vittime da entrambe le parti nella guerra in Ucraina, il governo russo ha utilizzato il gruppo Wagner per il reclutamento. L'ONG "Meduza" ha riferito che il Ministero della difesa russo aveva preso il controllo delle reti di Wagner e stava usando la sua reputazione per il reclutamento, ma che i requisiti erano stati ridotti, con anche i test antidroga secondo quanto riferito non eseguiti prima del servizio.

### Unità

#### Unità serba
Si crede inoltre che il gruppo Wagner abbia un'unità serba, che era, almeno fino ad aprile 2016, sotto il comando di Davor Savičić, un serbo bosniaco che era stato un membro della Guardia volontaria serba (nota anche come Tigri di Arkan) durante la guerra in Bosnia e dell'Unità Operazioni Speciali (UOS) della Serbia durante la guerra del Kosovo. Il suo nominativo in Bosnia era "Elvis". Secondo quanto riferito, Savičić è rimasto solo tre giorni nella regione di Lugansk quando un corazzato BTR ha sparato al suo posto di blocco, lasciandolo ferito. Dopodiché ha lasciato la regione per ricevere assistenza medica. È stato anche riferito che fu coinvolto nella prima offensiva per catturare Palmira dallo Stato islamico (ISIS) all'inizio del 2016. Un membro dell'unità serba è stato ucciso in Siria nel giugno 2017, mentre la SBU ha emesso mandati d'arresto nel dicembre 2017, per sei mercenari serbi appartenenti a Wagner e che avevano combattuto in Ucraina, incluso Savičić. All'inizio di febbraio 2018, la SBU ha riferito che un membro serbo di Wagner, veterano del conflitto in Siria, era stato ucciso mentre combatteva nell'Ucraina orientale. Nel gennaio 2023, il presidente serbo Aleksandar Vučić ha criticato Wagner per aver reclutato cittadini serbi e ha invitato la Russia a porre fine alla pratica, osservando che è illegale secondo la legge serba per i cittadini serbi prendere parte a conflitti armati stranieri.

#### Unità "Rusič"

Stemma dell'unità "Rusič"

Il gruppo Wagner comprende una piccola unità di 30 uomini nota come Rusič, denominata "Gruppo di ricognizione, assalto e sabotaggio", che ha combattuto come parte delle forze separatiste russe nell'Ucraina orientale. Rusič è descritta come un'unità di estrema destra o neonazista e il logo dell'unità presenta un "Kolovrat", una svastica slava. L'unità è stata fondata da Aleksej Milchakov e Jan Petrovskij nell'estate del 2014, dopo essersi diplomati in un programma di addestramento paramilitare gestito dalla Legione Imperiale Russa, il braccio armato del Movimento Imperiale Russo, anch'essi ritenuti vicini a varie ideologie neonaziste. A partire dal 2017, il procuratore generale ucraino e la Corte penale internazionale (CPI) indagano sui combattenti di questa unità per presunti crimini di guerra commessi in Ucraina.

#### Black Russians
Il gruppo Wagner avrebbe costituito un'unità nota come "Black Russians", composta dai ribelli africani della Union for Peace (UPC) imprigionati nella Repubblica Centrafricana, per combattere in Ucraina e Mali.

### Equipaggiamento
L'equipaggiamento del gruppo Wagner era principalmente di provenienza russa. I mercenari sono stati avvistati con AKM, AK-74, AK-103 e AK-12 solitamente equipaggiati con lanciagranate GP-25/GP-30 o silenziatori PBS-1/PBS-4. I mercenari avrebbero utilizzato mitragliatrici RPK e PKM. Per quanto riguarda i fucili di precisione veniva utilizzato l'SVD Dragunov. I mercenari del gruppo Wagner sarebbero anche stati dotati di visori per la visione notturna.
In seguito alla ribellione lanciata nella notte del 23 giugno 2023 e conclusasi il giorno seguente il ministero della difesa della federazione russa ha preso il controllo di tutti gli equipaggiamenti in possesso del gruppo. Tra l'elenco degli equipaggiamenti figuravano oltre che ad armi leggere anche "centinaia di armi pesanti come carri armati T-90, T-80, T-72B, sistemi missilistici Grad e Uragan, sistemi missilistici terra-aria Pantsir, elicotteri d'assalto/logistici tra cui Mil Mi-24 e Mil Mi-8, sistemi di artiglieria semovente 2S1 Gvozdika, 2S3 Akatsiya, 2S4 Tulpan, 2S5 Giatsint, obici e cannoni anticarro, mortai, trattori corazzati multiuso, mezzi corazzati da trasporto truppe, nonché veicoli a motore."

### Finanziamento
All'inizio di ottobre 2017, il Servizio di sicurezza dell'Ucraina (SBU) ha dichiarato che i finanziamenti di Wagner nel 2017 erano stati aumentati di 185 milioni di rubli e che circa quaranta cittadini ucraini lavoravano per Wagner, con il restante 95% del personale di cittadini russi. Un ucraino è stato ucciso in Siria mentre combatteva nelle file di Wagner nel marzo 2016, e altri tre sono stati segnalati morti quella primavera. Per Wagner lavoravano anche armeni, kazaki e moldavi.
L'uomo d'affari russo Evgenij Prigožin, a volte chiamato "il cuoco di Putin" a causa dei suoi ristoranti presso cui Vladimir Putin si recava con dignitari stranieri, è legato al gruppo Wagner e si ipotizza abbia legami anche con Dmitrij Utkin.
In un'intervista nel dicembre 2018 il presidente russo Putin ha affermato, riguardo ai mercenari di Wagner che operano in Ucraina, Siria ed altrove, che "tutti dovrebbero rimanere nel quadro giuridico" e che se il gruppo Wagner stesse violando la legge, l'ufficio del procuratore generale russo "dovrebbe fornire una valutazione giuridica". Ma, secondo Putin, se non stessero violando la legge russa, avrebbero il diritto di lavorare e promuovere i loro interessi commerciali all'estero. Il presidente ha anche negato le accuse secondo cui Evgenij Prigožin avrebbe diretto le attività del gruppo.
Fino a settembre 2022 si speculava sul fatto che Prigožin fosse finanziatore ed effettivo proprietario del Gruppo Wagner. Le speculazioni riguardanti il ruolo che Prigožin aveva nel gruppo furono confermate da lui stesso il 26 settembre 2022.

## Sanzioni e crimini di guerra
Prigožin è stato sanzionato dal Dipartimento del Tesoro degli Stati Uniti nel dicembre 2016 per il coinvolgimento della Russia nel conflitto in Ucraina e dall'Unione europea e dal Regno Unito nell'ottobre 2020 per collegamenti con le attività di Wagner in Libia. Il Dipartimento del Tesoro degli Stati Uniti ha imposto altre sanzioni al gruppo Wagner e a Dmitrij Utkin personalmente nel giugno 2017. La designazione dell'Office of Foreign Assets Control del Dipartimento del Tesoro degli Stati Uniti ha elencato la società e Dmitrij Utkin sotto il titolo "Designations of Ukrainian Separatists (EO 13660)" e lo ha definito "il fondatore e capo dei mercenari Wagner". Ulteriori sanzioni sono state attuate contro il gruppo Wagner nel settembre 2018 e nel luglio 2020. Nel dicembre 2021 il Consiglio dell'Unione europea ha imposto sanzioni contro il gruppo Wagner e otto persone e tre entità ad esso collegate, per aver commesso "gravi violazioni dei diritti umani, comprese torture ed esecuzioni e omicidi extragiudiziali, sommari o arbitrari, o per attività destabilizzanti in alcuni dei paesi in cui operano, tra cui Libia, Siria, Ucraina (Donbass) e Repubblica Centrafricana."
Dopo l'invasione militare russa dell'Ucraina il 24 febbraio 2022, il Canada's Global Affairs, il Ministero dell'Interno del Regno Unito, il governo australiano, il ministero degli Esteri giapponese ed il consiglio federale svizzero hanno sanzionato il gruppo.

Russia
Paesi in cui il Gruppo Wagner è noto per operare
Paesi con presenza sospetta o segnalata del Gruppo Wagner, ma non confermata.

     Russia
     Paesi in cui il Gruppo Wagner è noto per operare
     Paesi con presenza sospetta o segnalata del Gruppo Wagner, ma non confermata.

## Operazioni

### Ucraina

#### Crimea
Mercenari Wagner vennero avvistati per la prima volta nel febbraio 2014 in Crimea durante la fase di annessione della penisola alla Russia, dove operarono con le unità regolari dell'esercito russo, disarmarono le unità dell'esercito ucraino e presero il controllo delle strutture militari. L'annessione della Crimea avvenne quasi senza spargimenti di sangue. I mercenari, insieme ai soldati regolari, erano all'epoca chiamati "gente educata" per il loro comportamento. Si tenevano in disparte, portavano armi non cariche e per lo più non interferivano con la vita civile. Un altro nome che gli venne assegnato era "omini verdi" poiché erano mascherati, indossavano uniformi verdi dell'esercito non contrassegnate e la loro origine era inizialmente sconosciuta.

#### Donbass
Dopo l'annessione della Crimea, circa 300 mercenari sono stati dislocati nella regione del Donbass, nell'Ucraina orientale, dove è iniziò un conflitto tra il governo ucraino e le forze filo-russe. Con il loro aiuto, le forze filo-russe furono in grado di destabilizzare le forze di sicurezza governative nella regione, bloccare le operazioni delle istituzioni del governo locale, prendere il controllo di depositi di munizioni e delle città più importanti della zona. I mercenari hanno condotto attacchi furtivi, ricognizioni, raccolta di informazioni e scortato VIP.
Nell'ottobre 2017, la SBU ucraina ha affermato di aver stabilito il coinvolgimento del gruppo Wagner nell'abbattimento dell'aereo Il-76 del giugno 2014 all'aeroporto internazionale di Lugansk che ha ucciso 40 paracadutisti ucraini, oltre a un equipaggio di nove persone. È stato già riferito che "mercenari" russi e serbi sono stati coinvolti nella battaglia dell'estate 2014 per l'aeroporto, anche se non è stato affermato se all'epoca fossero collegati a Wagner. Secondo la SBU, i mercenari Wagner sono stati inizialmente schierati nell'Ucraina orientale il 21 maggio 2014 e il servizio prevedeva di sporgere denuncia contro Dmitry Utkin presso l'ufficio del procuratore generale dell'Ucraina.
I mercenari hanno anche partecipato alla battaglia di Debal'ceve all'inizio del 2015, che ha coinvolto uno dei più pesanti bombardamenti di artiglieria della storia recente, oltre a centinaia di soldati russi regolari. I mercenari sono stati supportati da diversi MRAP KAMAZ-43269 "Vystrel". Durante i combattimenti vicino alla città, il loro plotone logistico avrebbe recuperato diversi MRAP KAMAZ-43269 "Dozor" distrutti appartenenti all'esercito russo; durante l'operazione il comandante del plotone fu ferito. Diversi mercenari sono stati uccisi durante gli scontri. La battaglia per Debal'ceve si concluse con una vittoria decisiva delle forze filo-russe.
Dopo la fine delle principali operazioni di combattimento, i mercenari avrebbero ricevuto l'incarico di uccidere i comandanti dissidenti filo-russi che agivano in modo ribelle, secondo la SBU. In un'operazione all'inizio di gennaio 2015, i mercenari hanno disarmato, senza che alcuna perdita di vite si registrasse, la brigata "Odessa" della Repubblica Popolare di Lugansk (RPL), dopo aver circondato la loro base a Krasnodon con il supporto di carri armati e artiglieria, e aver chiesto ai separatisti il disarmo e il ritorno alle loro case. Secondo la SBU e il sito di notizie russo Fontanka Wagner ha anche preso parte alla riorganizzazione e il disarmo dei cosacchi russi e di altre formazioni. I mercenari hanno agito principalmente nella RPL, per le cui autorità avrebbero condotto quattro omicidi politici di comandanti separatisti. I comandanti uccisi erano in conflitto con il presidente della RPL, Igor' Plotnickij. La RPL ha accusato l'Ucraina di aver commesso gli omicidi, mentre i membri dell'unità coinvolte credevano che fossero state le autorità della RPL a essere dietro le uccisioni. Alla fine di novembre 2017, la SBU ucraina ha pubblicato quelle che secondo loro erano registrazioni audio intercettate che si sono rivelate un collegamento diretto tra Dmitrij Utkin e Igor Kornet, il ministro dell'Interno della RPL, che si diceva avesse guidato personalmente l'iniziativa di eliminare i comandanti dissidenti.
All'inizio di giugno 2018, la SBU ha anche pubblicato conversazioni telefoniche tra Utkin e Igor' Plotnickij dal gennaio 2015, nonché conversazioni tra Utkin e l'ufficiale russo del GRU Oleg Ivannikov, che utilizzava lo pseudonimo di Andrej Ivanovič. Ivannikov, secondo un mercenario Wagner, ha supervisionato sia le loro forze, sia quelle dei separatisti RPL, durante i combattimenti nel 2014 e nel 2015.
Wagner ha lasciato l'Ucraina ed è tornato in Russia nell'autunno del 2015, con l'inizio dell'intervento militare russo nella guerra civile siriana.

#### Invasione russa dell'Ucraina (2022)
Il Times ha riferito che il gruppo Wagner ha trasportato in aereo più di 400 mercenari dalla Repubblica Centrafricana da metà a fine gennaio 2022 in una missione per assassinare il presidente ucraino Volodymyr Zelens'kyj e membri del suo governo, e quindi per preparare il terreno affinché la Russia potesse prendere il controllo dell'Ucraina, nell'invasione iniziata il 24 febbraio 2022. Il governo ucraino ha ricevuto informazioni in merito, all'inizio del 26 febbraio, dopo di che ha dichiarato un coprifuoco "duro" di 36 ore per eliminare dalla capitale i "sabotatori russi". Il governo ha affermato che il giorno prima le sue forze avevano ucciso 60 sabotatori a Kiev che si spacciavano per un'unità di difesa territoriale.
Il 3 marzo, secondo Oleksij Danilov, segretario del Consiglio per la sicurezza e la difesa nazionale dell'Ucraina, Zelens'kyj sarebbe sopravvissuto a tre tentativi di omicidio, due dei quali sarebbero stati orchestrati dal gruppo Wagner.
Durante l'invasione, l'Esercito ucraino ha affermato che il gruppo Wagner si era rinominato Liga.
Il 7 aprile, è stato riferito che i mercenari del gruppo Wagner hanno avuto un ruolo significativo nel massacro di civili a Buča, secondo il servizio di intelligence federale tedesco. È stato riferito che le comunicazioni radio incriminanti intercettate suggerivano che le uccisioni facevano parte di un piano russo per instillare paura nella popolazione riducendo così la volontà di resistere, con il gruppo Wagner che giocava un ruolo di primo piano.
Il 7 maggio, le forze russe hanno lanciato un'operazione per sfondare le linee ucraine a Popasna, con i mercenari Wagner coinvolti nell'assalto. Le truppe russe catturarono la città lo stesso giorno. due Circa due settimane dopo, i mercenari sarebbero stati coinvolti nella cattura di Svitlodars'k. Il 20 maggio, durante i combattimenti vicino a Popasna, il maggiore generale in pensione dell'Aeronautica russa Kanamat Botašev, è stato abbattuto mentre pilotava un aereo d'attacco Su-25, per conto del gruppo Wagner.
Tra la fine di maggio e la fine di giugno, il gruppo Wagner ha preso parte alla battaglia di Sjevjerodonetc'k, facendo parte della principale forza d'assalto della Russia.
Alla fine di giugno, il Gruppo Wagner ha preso parte anche alla battaglia di Lysyčans'k.
Secondo i servizi segreti ucraini, durante l'invasione i mercenari di Wagner avrebbero anche addestrato i militari russi prima che questi fossero inviati in prima linea.
Il 15 agosto l'Ucraina ha affermato di aver colpito con gli HIMARS un edificio a Popasna, utilizzato come quartier generale dal gruppo Wagner. Serhij Hajdaj, il governatore ucraino di Luhans’k, ha affermato che il luogo è stato rivelato dal giornalista russo Sergei Sreda. L'immagine pubblicata online mostrava un cartello che indicava una strada a Popasna, Lugansk. Un blogger pro-Mosca, chiamato Kotenok, ha scritto su Telegram: "Un attacco è stato effettuato in una delle sedi dei mercenari Wagner a Popasna. Fonti nel Donbass lo confermano. Probabilmente 'Himars'. Fonti ucraine riferiscono della morte di Prigožin - noi non lo confermiamo." Diversi mesi dopo, l'11 dicembre, il governatore ucraino di Lugansk, Serhij Hayday, ha affermato che Wagner aveva subito "perdite significative" dopo che una base a Kadiivka era stata distrutta.
Durante i combattimenti a Bachmut alla fine di settembre, il comandante Wagner Aleksej Nagin è stato ucciso. Nagin aveva già combattuto con Wagner in Siria e in Libia, e prima ancora aveva preso parte alla seconda guerra cecena e alla guerra russo-georgiana. È stato insignito postumo del titolo di Eroe della Federazione Russa.
Alla fine di ottobre, Wagner avrebbe anche reclutato ex commando afgani, che furono abbandonati in Afghanistan durante il ritiro degli Stati Uniti e fuggirono in Iran. Un portavoce di Prigožin ha negato le notizie definendole "folli sciocchezze".
A Kliščiïvka, un villaggio a sud di Bachmut, il 2 dicembre 2022 viene abbattuto dagli ucraini un cacciabombardiere russo Su-24M della Wagner ai comandi del ten. col. pilota in pensione Aleksandr Antonov e del maggiore navigatore Vladimir Nikišin, ambedue premiati successivamente coi titoli di Eroi della Federazione Russa e decorati con stella d'oro alla memoria.
Il 22 dicembre, John Kirby ha affermato che circa 1.000 combattenti Wagner sono stati uccisi nei combattimenti a Bachmut durante le settimane precedenti, inclusi circa 900 detenuti reclutati. Secondo Kirby, il gruppo Wagner aveva ricevuto un carico di armi dalla Corea del Nord.

##### Arruolamento di carcerati
All'inizio di luglio, la testata giornalistica russa iStories ha affermato che il gruppo Wagner stesse reclutando in due carceri di San Pietroburgo. I reclutatori hanno detto ai detenuti che sarebbero stati inviati nella regione del Donbass e che "quasi nessuno sarebbe tornato". Ai detenuti sono stati offerti 200.000 rubli e un'amnistia dopo aver compiuto sei mesi di "servizio volontario", o 5 milioni per i loro parenti in caso di morte. Secondo i parenti dei detenuti, i contratti non sarebbero stati registrati e i detenuti sarebbero stati mandati in guerra senza i loro passaporti. Circa 300-350 detenuti si sarebbero arruolati per combattere in Ucraina. In un video del discorso sul reclutamento nelle carceri pubblicato il 14 settembre, Prigožin ha affermato che i prigionieri hanno partecipato all'invasione dell'Ucraina dal 1º luglio.
Il 5 gennaio 2023, il primo gruppo di 24 prigionieri reclutati da Wagner per combattere in Ucraina hanno terminato i loro contratti semestrali e sono stati rilasciati con piena amnistia per i crimini commessi in passato. Evgenij Prigožin ha elogiato i loro sforzi, affermando che dovrebbero essere trattati con rispetto e ha consigliato loro: “Non bevete molto, non fate uso di droghe, non violentate le donne, non combinate niente di male”. Nel febbraio 2023 il gruppo Wagner smise di arruolare carcerati, Prigožin dichiarò sul canale Telegram della sua azienda: "Abbiamo completamente interrotto il reclutamento di prigionieri nella Wagner PMC. Per coloro che lavorano per noi attualmente, tutti gli obblighi vengono rispettati".

##### Esecuzione di Evgenij Nužin
Il 13 novembre 2022, sul canale Telegram filo-russo "Grey Zone", è stato pubblicato un video in cui l'ex combattente Evgenij Nužin veniva giustiziato a colpi di mazza sulla testa. Nel video, Nužin afferma di essere stato catturato per le strade di Kiev da sconosciuti e portato in uno scantinato. Un portavoce dell'ufficio del presidente ucraino ha invece affermato che Nužin aveva accettato di prendere parte a uno scambio di prigionieri. In precedenza aveva rilasciato un'intervista a un giornalista ucraino in cui ha confermato di essere stato reclutato in una prigione.
Prigožin ha dichiarato che «lo spettacolo dimostra che [Nužin] non ha trovato la felicità in Ucraina, ma ha incontrato persone scortesi ma giuste». Il figlio di Nužin, Il'ja, ha commentato il video dell'esecuzione incolpando lo Stato ucraino, ipotizzando che il padre sarebbe stato venduto alla Wagner o che i militari ucraini stessi sarebbero dietro l'omicidio.

### Siria

#### Arrivo e conquista di Palmira
La presenza dei mercenari russi in Siria è stata segnalata per la prima volta alla fine di ottobre 2015, quasi un mese dopo l'inizio dell'intervento militare russo nella guerra civile del Paese. È stato riferito che il gruppo Wagner era alle dipendenze del ministero della Difesa russo, anche se le compagnie militari private sono illegali in Russia. Il ministero della Difesa russo ha respinto i primi rapporti del The Wall Street Journal sulle operazioni del gruppo Wagner in Siria definendoli un "attacco informativo". Tuttavia, fonti all'interno dell'FSB russo e del Ministero della Difesa hanno dichiarato, ufficiosamente, che Wagner era supervisionato dal GRU. Inoltre, secondo alcuni combattenti Wagner, sarebbero stati portati in Siria a bordo di aerei da trasporto militari russi. Altri sono stati trasportati in Siria dalla compagnia aerea Syrian Cham Wings dall'aeroporto di Rostov sul Don. Il loro equipaggiamento è stato consegnato in Siria tramite il cosiddetto "Syrian Express", una flotta di navi mercantili militari e civili russe che riforniva la Siria dal 2012.
Nel luglio 2017, secondo il New York Times, il Cremlino aveva stabilito una politica in Siria in base alla quale le società che sequestravano i pozzi petroliferi e di gas, nonché miniere, dalle forze dell'ISIL, avrebbero ottenuto i diritti petroliferi e minerari per gli stessi siti. A questo punto due società russe hanno ricevuto contratti in base a questa politica, con una che impiegava il gruppo Wagner per proteggere i siti dai militanti. Successivamente, è stato rivelato che la società avrebbe ricevuto il 25% dei proventi della produzione di petrolio e gas nei campi che i suoi mercenari hanno catturato dall'ISIL.
I mercenari della Wagner sono stati coinvolti in entrambe le offensive di Palmira nel 2016 e nel 2017, così come nella campagna dell'esercito siriano nella Siria centrale nell'estate del 2017 e nella battaglia di Deir ez-Zor alla fine del 2017. Erano nel ruolo di consulenti in prima linea, coordinatori di fuoco e di movimento e di controllori di volo avanzati che fornivano guida per il supporto aereo ravvicinato. Quando arrivarono in Siria, i mercenari ricevettero carri armati T-72, BM-21 Grad e obici D-30.
Durante la prima offensiva di Palmira, secondo uno degli appaltatori, i mercenari furono usati come "carne da cannone" e la maggior parte del lavoro fu svolta da loro, con l'esercito regolare siriano, che descrisse come "polli", che venne per completare il lavoro. Dopo la conclusione positiva dell'offensiva, i mercenari sono stati ritirati tra aprile e maggio 2016 e hanno ceduto tutte le loro armi pesanti e equipaggiamento militare.
Quando tornarono per la seconda offensiva di Palmira e per catturare i giacimenti petroliferi sotto il controllo dell'ISIL all'inizio del 2017, i mercenari dovettero affrontare una carenza di armi e attrezzature poiché erano stati forniti solo di fucili d'assalto, mitragliatrici, carri armati T-62 e obici M-30. Poche settimane dopo furono consegnati diversi fucili da cecchino e lanciagranate, che però non risolsero il problema. Secondo Fontanka, i problemi di equipaggiamento in combinazione con una riduzione della qualità del suo personale portarono Wagner a subire un numero di vittime significativamente maggiore nella seconda battaglia per Palmira rispetto alla prima. Il gruppo di blogger investigativi russi, il Conflict Intelligence Team (CIT), ha attribuito le maggiori perdite principalmente all'uso massiccio di attentatori suicidi da parte dell'ISIL e alla riluttanza del gruppo militante a negoziare. Anche a fronte di tutti i problemi logistici e di perdite considerevoli la seconda offensiva si concluse con una vittoria per le forze filogovernative.
Oltre a combattere i militanti dell'ISIS, i mercenari hanno addestrato un'unità dell'esercito siriano chiamata ISIS Hunters che sarebbe stata anche interamente finanziata e addestrata dalle forze speciali russe.
All'inizio di luglio 2017, i mercenari stavano combattendo per mettere in sicurezza i giacimenti di gas di al-Shaer e le aree delle miniere di fosfato; A metà settembre i giacimenti di gas di al-Shaer hanno ripreso a funzionare. Successivamente, i mercenari furono stati incaricati di sorvegliare le raffinerie, con l'ISIL che occasionalmente tentava di riprendere i terreni, ogni volta venendo però respinto.

#### Uccisione di Muhammad Abdullah al-Ismail
All'inizio di luglio 2017, è emerso un video che mostrava mercenari della Wagner che picchiavano un uomo, che inizialmente si credeva fosse un militante dell'ISIL catturato nell'area di Palmira, e che veniva infine decapitato. Più di due anni dopo, il filmato completo è stato caricato su un gruppo VKontakte chiuso per i membri di Wagner con nuove informazioni che affermavano che la persona uccisa era un soldato dell'esercito siriano che aveva disertato. I mercenari hanno anche accusato l'uomo, chiamato Muhammad Abdullah al-Ismail di Deir el-Zor, di essere un jihadista. Ismail era fuggito dalla Siria all'inizio della guerra in Libano, prima di tornare nel 2017, dopodiché è stato arrestato e arruolato con la forza nell'esercito siriano; dopo essere stato ucciso, il suo corpo fu mutilato e bruciato.

#### Offensiva a Deir el-Zor
A metà settembre 2017, i mercenari hanno aiutato le truppe siriane a catturare la città di Uqayribat dall'ISIS nella provincia centrale di Hama. Una settimana dopo, i mercenari, insieme alle truppe regolari russe, hanno sostenuto le forze governative siriane nel respingere un'offensiva ribelle a nord di Hama. Alla fine di ottobre 2017 è emerso un video su YouTube che glorificava le azioni dei mercenari in Siria.
Tra la fine di ottobre e l'inizio di novembre, Wagner ha preso parte alla battaglia di Deir el-Zor dove hanno cacciato i restanti militanti ISIL dai distretti di Al-Rashidiyah e Al-Ardi, così come Al-Bazh e Abu Adad, insieme all'esercito siriano. Le forze governative siriane hanno preso il controllo completo della città il 3 novembre. Una sacca assediata di militanti dell'ISIL rimase nella periferia della città e presto venne attaccata. Il 17 novembre 2017, gli ultimi combattenti dell'ISIL si erano arresi, lasciando l'esercito siriano al controllo di tutto il territorio circostante la città di Deir el-Zor.
Alla fine di novembre, la Russia ha annunciato l'intenzione di ritirare parte delle sue truppe dalla Siria entro la fine dell'anno. È stato riferito che per evitare potenziali perdite di sicurezza, la Russia avrebbe colmato il vuoto con compagnie militari private, inclusa Wagner. L'11 dicembre Putin ha dichiarato la vittoria contro i "terroristi" durante una visita alla base aerea russa di Chmejmim in Siria.
Ruslan Pukhov, direttore del centro di ricerca del Centro per l'analisi delle strategie e delle tecnologie con sede a Mosca, ha affermato che l'uso dei mercenari è stato uno dei fattori che hanno contribuito alla vittoria della Russia in Siria. Ha sottolineato che la Russia è riuscita a rimuovere la necessità di dispiegare un gran numero di forze di terra portando i mercenari russi che, a differenza dei mercenari americani che avevano di solito solo ruoli di supporto ed erano usati come truppe d'assalto, erano spesso integrati con unità siriane per aumentare la loro capacità di combattimento. Ha anche sottolineato che il pubblico russo si è dimostrato completamente indifferente alle perdite subite dai mercenari, ritenendo che "queste persone sono altamente pagate e sapevano in cosa si stavano cacciando".
Nel dicembre 2017, i mercenari hanno preso parte all'offensiva dell'esercito siriano nella provincia di Idlib contro la maggior parte delle forze ribelli. Nell'ambito della stessa campagna nel nord-ovest della Siria, all'inizio di febbraio 2018, i mercenari hanno contribuito alla cattura di diversi villaggi nella campagna nord-orientale di Hama dall'ISIL. Tra il 3 e il 7 febbraio, le forze filo-governative hanno preso controllo di almeno 25 villaggi, riducendo la sacca dell'ISIL in quella parte del paese dell'80%.

#### Battaglia di Khasham
Il 7 febbraio 2018, intorno alle 22 ora locale è iniziata una battaglia nei pressi della città siriana di Khasham, nel governatorato di Deir el-Zor, tra le forze governative siriane e le forze curde, supportate dall'esercito americano. Durante gli scontri, aerei statunitensi hanno condotto attacchi aerei contro le truppe siriane. Un quotidiano russo, citando fonti militari russe, ha riferito che le forze filo-governative stavano tentando di catturare il giacimento di gas di Conoco dalle forze curde. Secondo due funzionari della difesa degli Stati Uniti, l'esercito americano ritiene che anche i mercenari russi avevano partecipato all'assalto, con uno che ha affermato che alcuni dei mercenari erano stati uccisi negli attacchi aerei.
Il 19 febbraio 2018, una pubblicazione dell'Inform Napalm con sede in Ucraina affermava che la battaglia era stata pianificata e autorizzata con il comando militare russo da Sergey Kim, il capo del dipartimento operativo di Wagner ed ex ufficiale della marina russa. Una dichiarazione ufficiale dell'unità ISIS Hunters ha affermato di aver ricevuto informazioni sul fatto che le forze dell'ISIL si stavano muovendo verso Khasham e le forze governative avevano deciso di spostarsi dall'Eufrate in modo da tagliare la linea di attacco dell'ISIL. A questo punto, gruppi armati sono stati avvistati a est di Khasham e hanno poi attaccato le truppe del governative. I gruppi sono stati rapidamente respinti. I militari hanno affermato che, secondo le trasmissioni radio intercettate, i gruppi erano in parte ISIL e in parte curdi, e si erano ritirati verso la fabbrica Conoco. A questo punto, le unità filogovernative furono colpite da attacchi aerei.
Secondo Der Spiegel, la feroce risposta americana è stata innescata principalmente da un'unità di milizia tribale siriana e combattenti sciiti che si sono spostati dalla città di Al Tabiyeh verso Khasham, in concomitanza con un altro gruppo di forze filogovernative che aveva attraversato il fiume Eufrate vicino all'aeroporto di Deir el-Zor e avanzava verso Khasham dal villaggio di Marrat. Der Spiegel ha riferito che nessun russo era in nessuna delle due formazioni; tuttavia c'era un piccolo contingente di mercenari russi di stanza ad Al Tabiyeh, che non stavano partecipando ai combattimenti.
Alla fine di marzo, i mercenari sono rimasti nella stessa area e stavano usando le truppe filogovernative locali per compiere operazioni di ricognizione sulle posizioni della coalizione.
Secondo gli ex membri della Wagner, la battaglia di Khasham ha avuto un impatto che ha portato a cambiamenti nell'organizzazione, con i mercenari che hanno successivamente ricevuto solo compiti di guardia negli stabilimenti locali.

#### Damasco
Il 18 febbraio 2018, l'esercito siriano ha lanciato un'offensiva contro l'area di Ghuta orientale controllata dai ribelli, a est di Damasco, e il 12 marzo ha diviso la regione in tre sacche separate. Il 17 marzo l'82% di Ghuta orientale era in mano dall'esercito siriano. In questo periodo le truppe governative catturarono la città di Mesraba.
Il 18 marzo, i ribelli hanno lanciato un contrattacco nel tentativo di riconquistare Mesraba e hanno rapidamente preso il controllo della maggior parte della città alle forze governative. Secondo quanto riferito, i mercenari di Wagner hanno lanciato un'operazione e durante la notte tra il 18 e il 19 marzo hanno riconquistato completamente Mesraba.
Un'altra missione di cui sono stati incaricati durante l'offensiva è stata quella di mettere in sicurezza il corridoio umanitario istituito dal Centro di riconciliazione russo per la Siria che ha consentito ai civili di lasciare le aree controllate dai ribelli per il territorio del governo. Secondo il centro, al 19 marzo 79.702 persone avevano lasciato le parti di Ghuta orientale controllate dai ribelli.
L'intera regione di Ghuta orientale è stata conquistata dalle forze governative il 14 aprile, ponendo fine alla ribellione di quasi 7 anni vicino a Damasco.

#### Dopo la fine dei combattimenti maggiori
Alla fine di novembre 2018 i mercenari stavano conducendo pochissime missioni di combattimento. Invece, erano di stanza in strutture ed è stato affermato che una compagnia si è addestrata per tre mesi in una base, a 70 chilometri da Deir el-Zor, per il controllo delle sommosse.
All'inizio di maggio 2019, è stato riferito che cecchini Wagner erano stati schierati lungo il fronte di Idlib nel nord-ovest della Siria in previsione di un'offensiva dell'esercito siriano. L'offensiva di terra è stata lanciata il 6 maggio, dopo una campagna aerea di una settimana contro il territorio ribelle, con truppe filogovernative che sono riuscite a catturare due grandi città in tre giorni. Foto e video sembravano mostrare almeno un mercenario russo che accompagnava le truppe siriane in una delle città.
All'inizio di settembre, i mercenari si stavano preparando per un'offensiva per assaltare la città di Idlib, controllata dai ribelli. Si sono raggruppati in unità da 50 uomini equipaggiate con carri armati supportate dalle forze aeree russe. Mentre lavoravano con le forze regolari del governo siriano, dovevano prima stabilire corridoi di evacuazione dei civili e poi impegnarsi nell'attacco alla città.
Il 15 ottobre 2019, le forze governative siriane sono entrate nella città di Manbij e nelle campagne circostanti, poiché le forze militari statunitensi hanno iniziato a ritirarsi dall'area; la ritirata si è conclusa con successo a fine giornata. Successivamente, l'esercito russo ha avviato pattugliamenti tra le aree ribelli e quelle controllate dal governo nel distretto di Manbij.
A metà gennaio 2020 sono iniziati tesi contrasti con le truppe statunitensi che hanno impedito ai veicoli militari russi di utilizzare l'autostrada M4 nel nord-est della Siria. Verso la fine del mese si sono verificati sei incidenti. All'inizio di febbraio, anche i veicoli che trasportavano mercenari russi sono stati bloccati da truppe statunitensi sulle autostrade. Secondo gli Stati Uniti, gli incidenti sono avvenuti in profondità nel territorio pattugliato dai loro militari. Sempre a febbraio i mercenari erano in prima linea nella pianura di Al-Ghab nella provincia di Hama.
Alla fine di dicembre 2020, gli attacchi dell'ISIL si sono intensificati nella Siria orientale, dopo che i mercenari si sarebbero ritirati dalla provincia di Deir el-Zor a Laodicea.
Alla fine di dicembre 2021, i mercenari di Wagner hanno preso parte a un'operazione militare su larga scala contro le cellule dell'ISIL nel deserto siriano.

### Sudan
Nell'intervista a The Insider, Igor Girkin ha affermato che i mercenari della Wagner erano presenti anche in Sudan del Sud e forse in Libia. Diversi giorni prima della pubblicazione dell'intervista, Girkin ha dichiarato che i mercenari della Wagner si stavano preparando per essere inviati dalla Siria al Sudan o al Sud Sudan dopo che il presidente del Sudan, Omar al-Bashir, aveva detto al presidente russo Putin che il suo paese aveva bisogno di protezione "dalle azioni aggressive degli Stati Uniti ". Da anni in Sudan imperversano due conflitti interni (nella regione del Darfur e negli stati del Kordofan meridionale e del Nilo Azzurro), mentre in Sud Sudan dal dicembre 2013 è in corso una guerra civile.
A metà dicembre 2017 è emerso un video che mostrava i mercenari della Wagner che addestravano membri dell'esercito sudanese, confermando così la presenza della Wagner in Sudan e non in Sud Sudan. I mercenari sono stati inviati in Sudan per sostenerlo militarmente contro il Sud Sudan e proteggere le miniere di oro, uranio e diamanti, secondo Sergej Sukhankin, esperto associato dell'ICPS e membro della Jamestown Foundation. Sukhankin ha affermato che la protezione delle miniere era la "merce più essenziale" e che i mercenari erano stati inviati per "ottenere condizioni vantaggiose per le compagnie russe".
Secondo quanto riferito, i mercenari in Sudan erano 300 e lavoravano sotto la copertura di "M Invest", una società collegata a Evgenij Prigožin. "M Invest" ha firmato un contratto con il Ministero della difesa russo per l'utilizzo di velivoli da trasporto della 223ª Unità di Volo dell'Aeronautica Militare Russa; tra aprile 2018 e febbraio 2019, due aerei della 223ª hanno effettuato almeno nove voli verso la capitale sudanese di Khartum.
Nel 2018 500 mercenari sarebbero stati inviati nella regione sudanese del Darfur per addestrare militari sudanesi.
Alla fine di gennaio 2019, dopo lo scoppio delle proteste in Sudan a metà dicembre 2018, la stampa britannica ha affermato che i mercenari stavano aiutando le autorità sudanesi a reprimere i manifestanti. Durante i primi giorni delle proteste, manifestanti e giornalisti hanno riferito che gruppi di stranieri si erano radunati vicino ai principali punti di raccolta. Questo è stato smentito dal ministero degli esteri russo, anche se ha confermato che i mercenari erano in Sudan per addestrare l'esercito sudanese. Durante le proteste sono state uccise tra le 30 e le 40 persone, tra cui due addetti alla sicurezza. Più di 800 manifestanti sono stati arrestati.
Dopo il rovesciamento di Omar al-Bashir con un colpo di Stato dell'11 aprile 2019, la Russia ha continuato a sostenere il Consiglio militare di transizione (CMT) che è stato successivamente istituito per governare il Sudan. Il CMT ha accettato di mantenere i contratti della Russia nei settore della difesa, minerario ed energetico. Ciò includeva l'addestramento degli ufficiali militari sudanesi da parte dei mercenari. Le operazioni del gruppo Wagner sono diventate più elusive dopo il rovesciamento di al-Bashir e hanno continuato a lavorare principalmente con le forze di supporto rapido del Sudan. Si dice che la Wagner fosse legata al vicepresidente del CMT, il generale Mohamed Hamdan Dagalo.
Nel maggio 2019 la Russia ha firmato un accordo militare con il Sudan che, tra l'altro, faciliterebbe l'ingresso delle navi da guerra russe nei porti sudanesi. Inoltre, nel novembre 2020 è stata firmata una nuova bozza di accordo, che porterebbe alla creazione di un centro logistico navale russo e di un cantiere di riparazione che sulla costa sudanese del Mar Rosso potrebbe ospitare fino a 300 persone. L'accordo dovrebbe durare 25 anni a meno che una delle parti non si opponga al suo rinnovo.
Nell'aprile 2020, la società collegata alla Wagner "Meroe Gold" avrebbe pianificato di spedire dispositivi di protezione individuale, medicinali e altre attrezzature in Sudan durante la pandemia di COVID-19. Tre mesi dopo, gli Stati Uniti hanno sanzionato la società "M Invest", così come la sua controllata sudanese "Meroe Gold" e due individui chiave per le operazioni di Wagner in Sudan, per la repressione e il discredito dei manifestanti.
Dopo il colpo di Stato sudanese di ottobre-novembre 2021, il sostegno russo all'amministrazione militare istituita in Sudan è diventato più aperto e i legami russo-sudanesi, insieme alle attività di Wagner, hanno continuato ad espandersi anche dopo l'invasione russa dell'Ucraina nel 2022, portando a condanna da parte di Stati Uniti, Regno Unito e Norvegia. Il gruppo Wagner ha ottenuto concessioni minerarie redditizie a 16 chilometri dalla città di Abidiya, nella zona ricca di oro nord-orientale del Sudan, è stata allestita una miniera d'oro gestita dalla Russia che si pensava fosse un avamposto del gruppo Wagner. Più a est, Wagner sosteneva i tentativi della Russia di costruire una base navale sul Mar Rosso, mentre utilizzava anche la regione del Darfur nel Sudan occidentale come punto di sosta per le sue operazioni in altri paesi vicini (Repubblica Centrafricana, Libia). Anche i geologi della compagnia "Meroe Gold" collegata a Wagner hanno visitato il Darfur per valutare il suo potenziale di uranio.

### Repubblica Centrafricana

#### Attività militari

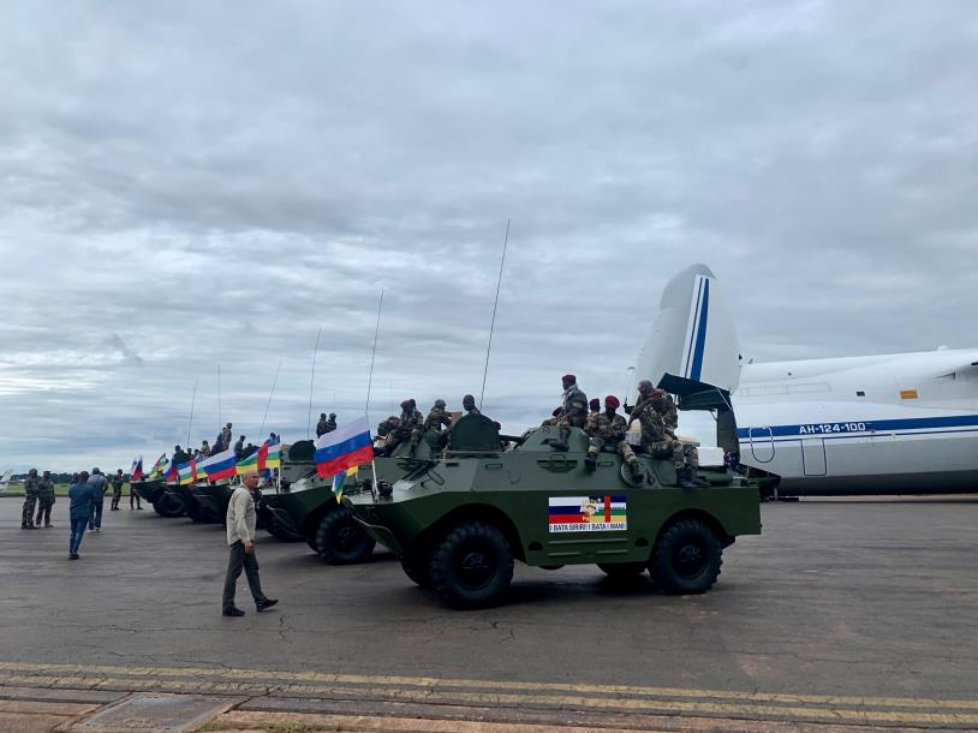
Consegna di veicoli blindati BRDM-2 russi nella Repubblica Centrafricana, ottobre 2020

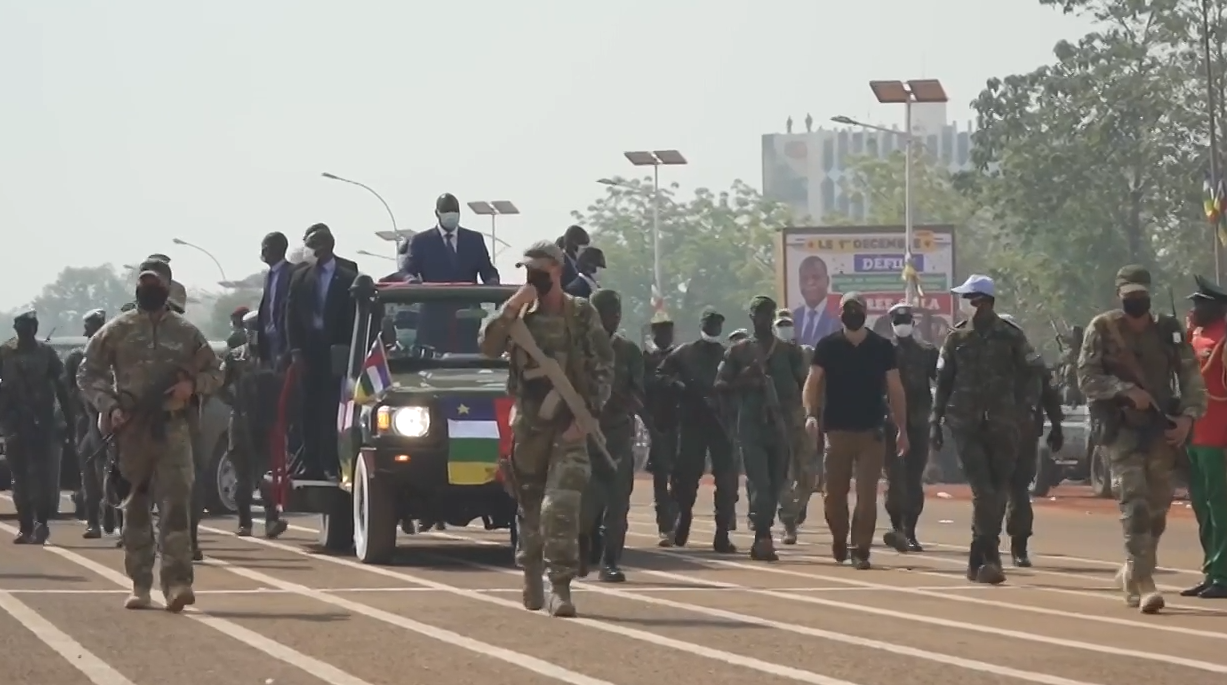
Mercenari russi scortano il presidente della Repubblica Centrafricana

A metà gennaio 2018, è stato riferito che Wagner sarebbe stato pronto a schierare un contingente dei suoi mercenari nella Repubblica Centrafricana (RCA), poiché la Russia ha esercitato con successo pressioni sul Consiglio di sicurezza delle Nazioni Unite per consentirgli di spedire armi e munizioni nel paese, nonostante un embargo attivo sulle armi in vigore dal 2013 ai sensi della risoluzione 2127 del Consiglio di sicurezza. Reuters ha riferito che la Francia si era offerta di trasportare armi sequestrate in Somalia nell'ex colonia francese, ma è stata cacciata dal paese dalla Russia Alla fine di marzo, il ministero degli Affari esteri russo ha dichiarato che cinque soldati russi e 170 "istruttori civili" erano stati inviati alla RCA per addestrare i suoi militari. Secondo il presidente della RCA, Faustin-Archange Touadéra, la formazione fornita rafforzerebbe l'efficacia delle forze armate centrafricane nella lotta ai "predoni". Successivamente, è stato confermato come i così definiti "istruttori" fossero invece mercenari del Gruppo Wagner, inviati nella RCA per proteggere determinate miniere, sostenere il governo della RCA e fornire protezione personale al presidente Touadéra. Il ruolo dei mercenari era anche quello di colmare il vuoto lasciato dalla Francia dopo il ritiro delle sue forze militari dal paese nell'ottobre 2016. Nel periodo iniziale di intervento del personale militare russo il paese, colpito da guerra civile iniziata nel 2012, era di fatto sotto il controllo dei ribelli per circa 3⁄4 del suo territorio.
All'inizio del 2018 al Gruppo Wagner è stato destinato l'utilizzo di un campo utile all'addestramento delle forze militari centroafricane. Questo si trova a circa 60 chilometri dalla capitale Bangui, nella tenuta di Palazzo Berengo, utilizzata dall'ex autoproclamato sovrano della Repubblica Centrafricana Jean-Bedel Bokassa.
Nell'aprile 2018, è stato impedito, dalla gente del posto, a un Cessna registrato in Russia di decollare da Kaga-Bandoro, in mano ai ribelli, che si trova vicino a depositi di diamanti. Secondo il governo della Repubblica Centrafricana, l'aereo trasportava consiglieri militari russi che erano stati nella località per condurre dei negoziati di pace con i determinati gruppi ribelli; i testimoni hanno affermato che tre o quattro soldati russi dell'aereo hanno visitato i complessi dei leader ribelli musulmani. Ciò ha sollevato il sospetto che i mercenari della Wagner stessero interessandosi a miniere di diamanti anche sotto il controllo di alcuni gruppi ribelli.
Alla fine di maggio 2018, il quotidiano Neue Zürcher Zeitung ha riferito che il numero dei mercenari russi nella RCA era di 1.400 istruttori militari russi erano di stanza nella città "senza legge" di Bangassou, al confine con la Repubblica Democratica del Congo, mentre un'altra unità era nella città chiave di Sibut, vicino al territorio controllato dai ribelli.

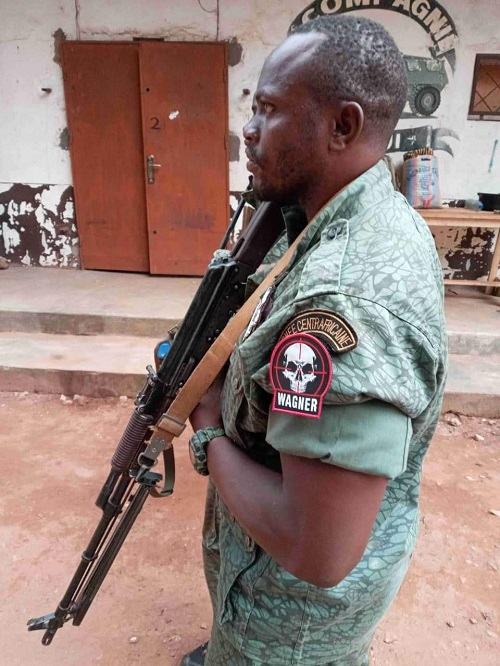
Soldato centrafricano che indossa un'uniforme con il simbolo del gruppo Wagner

All'inizio di luglio 2018, il colonnello Konstantin Pikalov del Gruppo Wagner è arrivato nella RCA e vi è stato di stanza durante l'estate. Secondo Christo Grozev di Bellingcat, durante la sua permanenza nella RCA, Pikalov è stato "una specie di intermediario" tra le società private di Evgenji Prigožin, il Ministero della difesa russo e il Cremlino.
Nell'agosto 2018 la Russia ha firmato un accordo di cooperazione militare con la RCA, mentre ha anche aiutato a mediare, insieme al Sudan, un accordo provvisorio tra quattro gruppi armati nel paese firmato il 28 agosto a Khartum, capitale del Sudan. I gruppi armati firmatari dell'accordo sono stati il Fronte Popolare per la Rinascita della RCA (Popular Front for the Rebirth of the CAR, FPRC), l'Unione per la Pace nella RCA (Union for Peace in the CAR, UPC), il Movimento Patriottico dell'Africa Centrale Central (African Patriotic Movement, MPC), e il gruppo anti-Balaka.
Tre mesi dopo, ad Al Jazeera è stato concesso un accesso senza precedenti a istruttori militari russi nella RCA. Mentre la troupe di Al Jazeera stava filmando l'addestramento facilitato dalla Russia per le truppe della RCA, Valerij Zacharov, il consigliere speciale per la sicurezza al presidente della RCA, ha affermato che il gruppo Wagner non è altro che una "leggenda metropolitana" e che l'addestramento nel paese è stato fatto dai riservisti russi. Nel dicembre 2018, la SBU ucraina ha riferito che la struttura ombrello della Wagner nella RCA è una società commerciale affiliata a Evgenji Prigožin – M-Finance LLC di San Pietroburgo, e altre aziende minori collegate a quest'ultima, le cui principali aree di attività sono l'estrazione di pietre preziose e la sicurezza privata. Secondo la SBU, alcuni dei mercenari sono stati trasportati in Africa direttamente sull'aereo privato di Prigožin.
Cinque giorni prima delle elezioni generali centroafricane del 2020-21, i ribelli hanno attaccato e catturato la quarta città più grande della Repubblica Centrafricana, Bambari. In risposta, il governo ha chiesto assistenza a Ruanda e Russia come da accordi bilaterali. Il Ruanda ha rafforzato le sue truppe in servizio nella missione di mantenimento della pace delle Nazioni Unite nella Repubblica Centrafricana, mentre la Russia ha inviato altri 300 istruttori militari nel Paese. Contemporaneamente, "mercenari" russi e ruandesi sarebbero stati dispiegati insieme alle truppe governative nel villaggio di Boyali, 130 chilometri a nord-ovest della capitale Bangui. Il giorno successivo, le forze dell'ONU e del governo riconquistarono Bambari.
Un mese dopo, il 25 gennaio 2021, le forze della Repubblica Centrafricana, sostenute dai mercenari russi e dalle truppe ruandesi, hanno attaccato Boyali, uccidendo i ribelli che stavano pianificando un assalto alla capitale. Successivamente, le forze della Repubblica Centrafricana, supportate dai mercenari russi e dalle truppe ruandesi, hanno catturato una serie di città strategiche per tutto il febbraio 2021, tra cui Bossembélé, Bouar, Beloko e Bossangoa. Mentre i ribelli venivano respinti, Valerij Zacharov li ha esortati a consegnare i loro leader alle forze di sicurezza della Repubblica Centrafricana. Durante i combattimenti, la Coalizione dei Patrioti per il Cambiamento (CPC) ha affermato che i suoi combattenti hanno ucciso diversi mercenari della Wagner vicino a Bambari il 10 febbraio. Alla fine di febbraio, un elicottero Gazelle, secondo quanto riferito appartenente al gruppo Wagner, si è schiantato durante una missione per recuperare dei mercenari feriti, mentre ingaggiava i ribelli che avevano teso un'imboscata a un convoglio militare della Repubblica Centrafricana. L'equipaggio dell'elicottero è sopravvissuto allo schianto. I progressi delle forze governative, con il sostegno delle forze russe e ruandesi, sono continuati nei mesi di marzo, aprile e maggio 2021. Ciò includeva la cattura delle città strategiche di Bria e Kaga-Bandoro e della sottoprefettura di Bakouma. Alcune città furono conquistate esclusivamente dai mercenari russi, inclusa Nzacko.

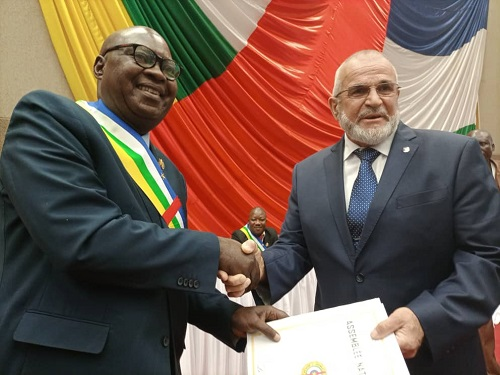
Il presidente dell'Assemblea nazionale della Repubblica Centrafricana Simplice Sarandji con il rappresentante del Gruppo Wagner, Alexander Ivanov, ottobre 2021

A metà maggio i russi hanno conquistato un villaggio a circa 40 chilometri da Bambari. Inoltre, a fine mese, i mercenari russi e siriani del Gruppo Wagner hanno attaccato un posto di blocco dei ribelli all'ingresso di un villaggio a 28 chilometri da Bria. Verso la fine di luglio, l'esercito della Repubblica Centrafricana stava lasciando la gestione del fronte ai mercenari. Il piano prevedeva che le truppe governative occupassero le posizioni dopo che fossero state catturate dai mercenari.
Alla fine di marzo 2021, l'Ufficio dell'Alto commissariato delle Nazioni Unite per i diritti umani ha dichiarato di aver ricevuto segnalazioni di esecuzioni di massa, detenzioni arbitrarie, torture, sfollamenti forzati di civili e attacchi agli operatori umanitari attribuibili a forze militari private alleate con la RCA, compreso il gruppo Wagner, nonché in alcuni casi alle forze di mantenimento della pace delle Nazioni Unite. Residenti locali e gruppi per i diritti hanno affermato che a Boda, a ovest di Bangui, i mercenari hanno occupato due scuole, impedendo ai bambini di frequentare le lezioni. Tuttavia, nel complesso, oltre l'85% delle quasi 200 violazioni dei diritti documentate che hanno avuto luogo tra ottobre e dicembre 2020, sono state attribuite a gruppi ribelli. Alla fine di aprile, il governo della Repubblica Centrafricana ha ricevuto un rapporto dell'ONU, che descriveva in dettaglio gli abusi commessi dalla Repubblica Centrafricana e dalle forze alleate russe tra dicembre 2020 e aprile 2021. Il governo ha descritto le informazioni come "denuncia", ma ha promesso di indagare su di esse. Il ministero della Giustizia centrafricano ha impartito istruzioni per l'istituzione di una "commissione speciale d'inchiesta" che coinvolgesse le tre procure del Paese.
All'inizio di maggio 2021, il governo della Repubblica Centrafricana ha notificato al Consiglio di sicurezza delle Nazioni Unite la richiesta di 600 nuovi istruttori militari russi. Secondo la Russia, gli istruttori sarebbero disarmati.
Alla fine di maggio 2021, il governo della Repubblica Centrafricana e le forze paramilitari russe hanno inseguito i ribelli della Repubblica Centrafricana oltre il confine con il Ciad. Secondo il governo ciadiano, l'esercito della Repubblica Centrafricana ha inseguito i ribelli oltre il confine con il Ciad e ha attaccato un posto di frontiera militare ciadiano, uccidendo alcuni soldati. Secondo il Ciad, i soldati sono stati uccisi dopo essere stati rapiti e portati oltre il confine nella RCA. Il governo della Repubblica Centrafricana lo ha negato e ha dichiarato che i ribelli che stavano inseguendo erano responsabili. Alcune fonti dell'esercito ciadiano hanno nominato il gruppo Wagner come la forza paramilitare russa che combatte a fianco delle forze della Repubblica Centrafricana. Secondo il New York Times, nella Repubblica Centrafricana la parola "Wagner" è usata colloquialmente per riferirsi al coinvolgimento russo nel paese.
Alla fine di giugno 2021, il New York Times ha ottenuto un rapporto consegnato al Consiglio di sicurezza delle Nazioni Unite in cui si specificava che i mercenari russi, sotto le spoglie di consiglieri militari disarmati, guidavano le forze governative durante la controffensiva di gennaio-febbraio. Secondo il rapporto, i mercenari, insieme alle loro forze alleate, hanno commesso violazioni che "includevano casi di uso eccessivo della forza, uccisioni indiscriminate, occupazione di scuole e saccheggi su larga scala, anche di organizzazioni umanitarie". Si dice che il rapporto fosse basato su prove fotografiche e testimonianze riservate di testimoni e funzionari locali. Il rapporto ha anche rilevato che i ribelli hanno condotto il reclutamento forzato di bambini soldato, attacchi contro le forze di mantenimento della pace, saccheggi di gruppi di aiuto e aggressioni sessuali alle donne. Alla fine di ottobre, gli esperti delle Nazioni Unite hanno esortato il governo della Repubblica Centrafricana a tagliare i legami con il personale militare e di sicurezza privato, compreso il gruppo Wagner, accusandolo di aver commesso violazioni dei diritti umani.
A metà di novembre 2021, secondo un rapporto del Servizio europeo per l'azione esterna, la maggior parte delle unità dispiegate delle forze armate centrafricane operavano sotto il comando diretto o sotto la supervisione dei mercenari del gruppo Wagner, che hanno preso il comando di almeno un battaglione addestrato dall'Unione europea (Bataillon d'Infanterie Territoriale 7), e il gruppo Wagner aveva stabilito "una solida influenza" sullo stato maggiore dell'esercito della Repubblica Centrafricana e su altre istituzioni governative.
Alla fine di dicembre, i ribelli sono passati dai combattimenti in prima linea alla guerriglia, provocando "un gran numero di feriti" tra i mercenari russi. Sempre nel dicembre 2021, il gruppo Wagner avrebbe arrestato civili a Bria e li avrebbe costretti a lavorare per loro. Il 4 gennaio 2022, i membri del gruppo Wagner avrebbero ucciso quattro civili nella città. Quando se ne andarono, portarono con sé i corpi. Il giorno seguente, i mercenari furono anche accusati di aver ucciso 17 persone in un villaggio vicino al confine con il Camerun. A metà gennaio, tra i 30 ei 70 civili sarebbero stati uccisi, da proiettili vaganti, durante un'operazione dell'esercito della Repubblica Centrafricana e del gruppo Wagner vicino a Bria contro i ribelli dell'UPC. Successivamente, l'ONU ha avviato un'indagine sulle uccisioni.
A metà febbraio 2022 è stata lanciata un'offensiva governativa guidata da Wagner nel nord-est del paese, che ha coinvolto 400 mercenari e 200 ex ribelli. Il 12 febbraio, i mercenari della Wagner e le truppe governative avanzarono a Ouadda, uccidendo Damane Zakaria, leader del gruppo armato Raduno Patriottico per il Rinnovamento della Repubblica Centrafricana (RPRC). Cinque giorni dopo, almeno 100 combattenti Wagner arrivarono anche a Sam Ouandja. All'inizio di marzo, il gruppo Wagner riconquistò la città di Nzacko. Diversi giorni dopo, i membri di Wagner si scontrarono anche con i ribelli in un villaggio vicino a Ndélé, respingendo i ribelli. A metà marzo, combattimenti tra Wagner ei ribelli in una città a nord-ovest di Tiringoulou.
Il 3 maggio 2022, Human Rights Watch (HRW) ha invitato la Corte penale speciale (CPS) e la Corte penale internazionale (CPI) a perseguire il gruppo Wagner. L'indagine, che includeva l'intervista a 40 persone, ha accusato i mercenari dell'uccisione di civili vicino a Bossangoa nel 2021. Alla fine di giugno, è stato riferito che dall'inizio dell'anno i mercenari di Wagner hanno condotto nove incursioni, compresi assalti con elicotteri, contro miniere nelle aree di confine tra la Repubblica Centrafricana e il Sudan, con tre grandi attacchi avvenuti il 13 marzo, 15 aprile e 24 maggio. Durante gli assalti, secondo quanto riferito, i mercenari hanno razziato tutto ciò che potevano prima di ripartire.
A metà gennaio 2023, il gruppo Wagner ha subito perdite relativamente pesanti mentre una nuova offensiva militare del governo è stata lanciata vicino al confine della Repubblica Centrafricana con il Camerun e Ciad. I combattimenti sono scoppiati anche vicino al confine con il Sudan. Una fonte militare della Repubblica Centrafricana ha anche confermato che sette appaltatori della Wagner sono stati uccisi in un'imboscata.

#### Attività aziendali
Secondo un'indagine e un rapporto congiunti del 2022 di European Investigative Collaborations (EIC), l'organizzazione francese All Eyes on Wagner e il Dossier Center con sede nel Regno Unito, Wagner controlla la società commerciale di diamanti Diamville nella Repubblica Centrafricana dal 2019.

### Madagascar
Il gruppo mediatico indipendente Project ha riferito che i mercenari della Wagner sono arrivati in Madagascar nell'aprile 2018, per proteggere i consulenti politici assunti da Evgenij Prigožin per accompagnare la campagna presidenziale dell'allora presidente Hery Rajaonarimampianina per le imminenti elezioni. Rajaonarimampianina ha perso il tentativo di rielezione, finendo terzo durante il primo turno di votazioni, sebbene si dice che i consulenti di Prigožin avessero lavorato anche con molti altri candidati nei mesi precedenti le elezioni. Verso la fine della campagna, gli strateghi hanno anche aiutato il vincitore delle elezioni, Andry Rajoelina, sostenuto anche da Stati Uniti e Cina. Si dice che uno degli ultimi atti dell'amministrazione di Rajaonarimampianina sia stato quello di facilitare l'acquisizione da parte di un'azienda russa del produttore nazionale di cromite del Madagascar Kraoma; i mercenari Wagner avrebbero sorvegliato le miniere di cromo a partire da ottobre 2018.
Tra i consulenti dei diversi candidati alla presidenza c'era anche Konstantin Pikalov, inizialmente assegnato come capo della sicurezza della campagna al candidato pastore Mailhol della Chiesa dell'Apocalisse del Madagascar. Tuttavia, quando fu chiaro che Andry Rajoelina fosse il favorito per vincere le elezioni, Pikalov fu trasferito come guardia del corpo di Rajoelina.

### Libia
Nell'ottobre 2018, il tabloid britannico The Sun ha citato funzionari dell'intelligence britannica che affermavano che due basi militari russe erano state stabilite a Bengasi e Tobruch, in Cirenaica, a sostegno del feldmaresciallo Khalifa Haftar che guida l'esercito nazionale libico (ENL) nella guerra civile. Si diceva che le basi fossero state allestite sotto la copertura del gruppo Wagner e che "dozzine" di agenti del GRU e membri delle forze speciali russe agissero come addestratori nell'area. Si pensa che anche i missili russi Kalibr e i sistemi SAM del tipo S-300 siano stati installati in Libia.
All'inizio di marzo 2019, secondo una fonte del governo britannico, circa 300 mercenari della Wagner erano a Bengasi a sostenere Haftar. In quel momento, l'esercito nazionale libico stava facendo grandi progressi nel sud del paese, conquistando un certo numero di città in rapida successione, tra cui la città di Sabha e il più grande giacimento petrolifero della Libia. Il 3 marzo gran parte del sud, comprese le zone di confine, erano sotto il controllo dell'ENL.
Dopo la campagna meridionale, l'ENL lanciò un'offensiva contro la capitale controllata dal Governo d'accordo nazionale (GAN) Tripoli, ma l'offensiva si fermò dopo due settimane alla periferia della città a causa di una forte resistenza. Alla fine di settembre, attacchi aerei del GAN hanno ucciso mercenari russi durante a sud di Tripoli, uno di questi avrebbe provocato dozzine di morti e il comandante della Wagner Aleksander Kuznecov ferito. Funzionari occidentali e libici hanno affermato che durante la prima settimana di settembre più di 100 mercenari della Wagner sono arrivati in prima linea per fornire supporto di artiglieria alle forze di Haftar. In seguito alla riconquista da parte del GAN di un villaggio a sud di Tripoli dall'ENL, il GAN ha trovato oggetti abbandonati dai mercenari. Successivamente, nei luoghi di vari scontri lungo la linea del fronte, i miliziani del GAN stavano recuperando materiale abbandonato dai mercenari. All'inizio di novembre, il numero di mercenari era salito a 200 o 300 e i cecchini Wagner stavano causando una serie di vittime tra i combattenti in prima linea del GAN, con il 30% delle morti in un'unità dovuta ai cecchini russi. Un giorno, nove combattenti del GAN sono stati uccisi dal fuoco dei cecchini. In un altro incidente avvenuto nella città di El-Azizia, combattenti del GAN sono stati uccisi da cecchini mentre assalivano una scuola occupata dai russi. I cecchini mercenari hanno ucciso un certo numero di comandanti di livello medio GAN competenti lungo la linea del fronte. La presenza dei mercenari ha portato anche a un fuoco di mortaio più preciso. I mercenari erano anche dotati di proiettili di obice a guida laser e quindi il fuoco dell'artiglieria era diventato più preciso grazie alla designazione laser degli osservatori a terra. Secondo quanto riferito, stavano anche usando munizioni a punta cava in violazione delle regole di guerra. Con i combattimenti a terra nella guerra tra le fazioni locali considerati dilettantistici, si pensava che l'arrivo dei mercenari potesse avere un impatto smisurato.
Inoltre, i mercenari hanno introdotto mine antiuomo e ordigni esplosivi improvvisati nel conflitto, piazzando una serie di trappole esplosive e campi minati alla periferia di Tripoli, così come almeno in un quartiere residenziale della capitale. Secondo Jalel Harchaoui, un esperto libico presso l'Istituto olandese per le relazioni internazionali, le tecniche letali e la disciplina di coordinamento dei mercenari hanno instillato paura nelle forze dei GAN e il loro morale ne soffriva. Una sede Wagner è stata allestita in un ospedale nella città di Esbia, 50 chilometri a sud di Tripoli.
Alla fine di ottobre 2019, Facebook ha sospeso gli account che riteneva facessero parte di una campagna di disinformazione russa legata a Evgenij Prigožin. La campagna ha preso di mira otto paesi africani. Almeno alcuni degli account Facebook provenivano dal gruppo Wagner e l'operazione attribuita a Wagner era il supporto di due potenziali futuri concorrenti politici in Libia. Aveva gestori di pagine egiziane e le pagine includevano contenuti nostalgici di Muammar Gheddafi. Hanno anche sostenuto Saif al-Islam Gheddafi.
Il mese successivo, il GAN ha dichiarato che due russi che erano stati arrestati dalle loro forze all'inizio di luglio erano impiegati dal gruppo Wagner. I due sono stati arrestati con l'accusa di aver cercato di influenzare le elezioni e si dice che fossero stati coinvolti "in un incontro" con Saif al-Islam Gheddafi. Successivamente, è stato riferito che i due russi avevano avuto tre incontri con Gheddafi fino all'aprile 2019. A metà novembre, il Congresso degli Stati Uniti stava preparando sanzioni bipartisan contro i mercenari in Libia, il cui numero era salito a 1.400, secondo diversi funzionari occidentali. Il GAN, da parte sua, ha dichiarato di aver documentato tra i 600 e i 800 mercenari nel Paese. Il 20 novembre, un drone militare italiano si è schiantato vicino a Tripoli, con l'ENL che ha affermato di averlo abbattuto. Si stima che circa 25 tecnici militari Wagner avrebbero stabilito torri e piattaforme di trasmissione in cima agli edifici a sud di Tripoli, il che ha portato all'abbattimento del drone disturbando i segnali di controllo del mezzo.
Il 12 dicembre è stato lanciato un nuovo assalto dell'ENL verso Tripoli, con diverse avanzate. Si diceva che i mercenari russi stessero guidando l'assalto dell'ENL. All'inizio di gennaio 2020, il Libya Observer ha riferito che l'aeronautica russa aveva trasportato combattenti appartenenti ad altre due compagnie militari private russe, Moran e Shield, dalla Siria alla Libia per supportare ulteriormente l'ENL. Nel frattempo, secondo il presidente turco Recep Tayyip Erdoğan, il numero dei mercenari della Wagner in Libia era arrivato a 2.500. Successivamente, ha anche accusato gli Emirati Arabi Uniti di fornire alcuni finanziamenti ai mercenari. A seguito dell'appello di Turchia e Russia per un cessate il fuoco in Libia l'8 gennaio 2020, il GAN ha affermato che un numero significativo di combattenti Wagner si era ritirato dalla linea del fronte tramite elicotteri alla aeroporto militare di Al-Jufra.
Alla fine di marzo, il GAN ha affermato di aver preso di mira un edificio nell'area di Qasr Ben Ghascir a sud di Tripoli che era stato occupato dai mercenari russi che erano stati responsabili di diversi attacchi recenti ai quartieri di Tripoli. Il 2 aprile, attacchi aerei del GAN in due aree a sud di Beni Ulid hanno preso di mira un convoglio di munizioni e un convoglio di carburante, distruggendo secondo quanto riferito sei camion. Si diceva che i mercenari della Wagner fossero nei veicoli. Il 22 aprile, il ministro dell'Interno del GAN ha accusato il gruppo Wagner di aver compiuto un attacco chimico contro le sue forze nell'area di Salah ad-Din, nel sud di Tripoli. All'inizio di maggio, secondo un rapporto delle Nazioni Unite, tra 800 e 1.200 mercenari della Wagner sono stati dispiegati in Libia a sostegno dell'ENL. Dopo una fallita avanzata a Tripoli da parte dell'ENL, dove furono dispiegati mercenari, e la successiva controffensiva del GAN, i mercenari avrebbero trasformato l’aeroporto militare di Al-Jufra in un centro di comando del gruppo Wagner per le operazioni per prendere il controllo dei giacimenti petroliferi meridionali del paese e si dice che i mercenari alla base includessero tra le loro file ucraini e serbi, oltre a russi. Successivamente, i mercenari della Wagner e mercenari sudanesi pro-ENL, in coordinamento con una milizia pro-ENL nota come Petroleum Facilities Guard, hanno preso il controllo del più grande giacimento petrolifero della Libia, il giacimento petrolifero di El Sharara. I mercenari catturarono anche il porto petrolifero di Sidra, sulla costa mediterranea.
Verso la fine di luglio, è stato riferito che "mercenari stranieri" si trovavano anche nel complesso petrolchimico di Ras Lanuf, nel porto petrolifero di Zueitina e nel giacimento di Zallah. All'inizio di agosto, un convoglio Wagner di 21 veicoli si è mosso da Al-Jufra a Sirte. Contemporaneamente, l'ENL, sostenuto dai mercenari, stava rinforzando la valle del Jarif a sud di Sirte con fossati e barriere. A metà settembre è stato confermato che il gruppo Wagner stava conducendo attacchi aerei a sostegno dell'ENL. Verso la fine di settembre, un elicottero che trasportava munizioni si è schiantato a Sokna, vicino ad Al-Jufra, mentre era in viaggio verso un giacimento petrolifero.
Il 23 ottobre 2020 è stato raggiunto un nuovo accordo di cessate il fuoco in Libia, con l'avvio successivo dei colloqui di pace. I colloqui sono iniziati il 12 novembre. Tuttavia, lo stesso giorno, l'esercito del GAN ha dichiarato che non avrebbe accettato ulteriori colloqui con la presenza dei mercenari e dei loro sistemi antiaerei a Sirte, dopo che l'ENL ha condotto esercitazioni e i mercenari hanno bloccato l'atterraggio della loro delegazione a Sirte. Nel dicembre 2020, il Pentagono ha rivelato che gli Emirati Arabi Uniti stavano finanziando i mercenari russi in Libia ed erano il principale sostenitore finanziario del Gruppo Wagner. A fine di gennaio 2021, i mercenari hanno costruito una serie di trincee, che si estende per circa 70 chilometri da Sirte verso la roccaforte Wagner di Al-Jufra. La trincea era rafforzata da una serie di elaborate fortificazioni progettate per interrompere gli attacchi di terra. Più di 30 posizioni difensive sono state scavate lungo la trincea con posizioni chiave vicino alla base aerea di Al-Jufra e presso l'aeroporto di Brach più a sud, dove sono state installate e fortificate le difese radar. Il 31 maggio 2022 Human Rights Watch ha dichiarato che le informazioni provenienti da agenzie e gruppi di sminamento libici collegavano il gruppo Wagner all'uso di mine antiuomo e trappole esplosive vietate in Libia.

### Venezuela
Alla fine di gennaio 2019, Reuters ha riferito che i mercenari della Wagner erano arrivati in Venezuela durante la crisi presidenziale in corso. Erano stati inviati per fornire sicurezza al presidente Nicolás Maduro che stava affrontando le proteste dell'opposizione sostenute dagli Stati Uniti nell'ambito della crisi socioeconomica e politica che attanaglia il paese dal 2010. Il leader locale di un gruppo paramilitare di cosacchi con legami con i mercenari ha riferito che circa 400 potrebbero essere in Venezuela in quel momento. Si diceva che i mercenari viaggiassero con due aerei noleggiati all'Avana, Cuba, da dove si trasferivano su regolari voli commerciali per il Venezuela. Una fonte russa anonima vicina al gruppo Wagner ha affermato che un altro gruppo di mercenari era già arrivato prima delle elezioni presidenziali del maggio 2018. Prima dell'esplosione delle proteste del 2019, i mercenari erano in Venezuela per fornire principalmente sicurezza agli interessi economici russi come la compagnia energetica russa Rosneft. Nel 2018 hanno anche assistito all'addestramento della milizia nazionale venezuelana e dei paramilitari pro-Maduro. L'ambasciatore russo in Venezuela, Vladimir Zajemskij, ha negato la presenza di Wagner in Venezuela.

### Mozambico
All'inizio di agosto 2019, il gruppo Wagner ha siglato un contratto con il governo del Mozambico. A fine mese, il governo del Mozambico ha approvato una risoluzione che ratifica l'accordo dell'aprile 2018 sull'ingresso delle navi militari russe nei porti nazionali. Il 13 settembre 160 mercenari del gruppo Wagner sono arrivati nel Paese a bordo di un aereo cargo russo An-124 per fornire assistenza tecnica e tattica alle Forze armate di difesa del Mozambico (FADM) ed erano di stanza in tre caserme militari nelle province settentrionali di Nampula, Macomia e Mueda. Il 25 settembre un secondo aereo cargo russo è atterrato nella provincia di Nampula e ha scaricato armi e munizioni di grosso calibro appartenenti al Gruppo Wagner, poi trasportate nella provincia di Cabo Delgado dove, dal 5 ottobre 2017, era in corso un'insurrezione islamista. Almeno uno dei due aerei da carico apparteneva alla 224ª unità di volo dell'aviazione russa.
Complessivamente, 200 mercenari, tra cui truppe d'élite, tre elicotteri d'attacco ed equipaggio, sono arrivati in Mozambico per fornire l'addestramento e il supporto al combattimento a Cabo Delgado, dove i militanti islamici avevano bruciato villaggi, effettuato decapitazioni e sfollato centinaia di persone. A partire dal 5 ottobre, l'esercito mozambicano ha condotto con successo diverse operazioni, in collaborazione con i mercenari, contro gli insorti lungo il confine con la Tanzania. All'inizio delle operazioni, un comandante dell'unità mercenari con l'identificativo "Granit" è stato ucciso mentre la sua unità è caduta in un'imboscata tesa dagli insorti. Durante queste operazioni, i militari e i mercenari hanno bombardato le basi dei ribelli in due aree, spingendoli nei boschi. Nel frattempo, l'8 ottobre, una nave russa è entrata nel porto di Nacala trasportando poco più di 17 container di diversi tipi di armi, in particolare esplosivi, che sono poi stati trasportati sul campo di battaglia.
Dopo l'arrivo dei mercenari, le forze jihadiste in Mozambico hanno intensificato i loro attacchi contro forze governative. A metà novembre, due fonti militari del Mozambico hanno descritto le crescenti tensioni tra Wagner e il FADM dopo una serie di operazioni militari fallite, con una che affermava che le pattuglie congiunte si erano quasi interrotte. Analisti, ed esperti di sicurezza, compresi i capi di OAM e Black Hawk, che operano nell'Africa subsahariana, erano del parere che Wagner stesse faticando in Mozambico poiché operavano in un teatro in cui non avevano molta esperienza. Secondo John Gartner, capo dell'OAM ed ex soldato rhodesiano, il gruppo Wagner era "fuori dalle loro profondità" in Mozambico. Allo stesso tempo, Dolf Dorfling, fondatore di Black Hawk ed ex colonnello sudafricano, ha detto che il gruppo Wagner aveva iniziato a cercare competenze militari locali. Verso la fine di novembre, è stato riferito che 200 mercenari si erano ritirati dal Mozambico, in seguito a perdite tra i suoi combattenti. Tuttavia, alla fine di novembre, i combattenti e l'equipaggiamento russi erano ancora presenti nella città portuale di Pemba e anche nella città costiera di Mocímboa da Praia.
All'inizio del 2020, il numero di attacchi a Cabo Delgado è aumentato, con 28 avvenuti tra gennaio e inizio febbraio. La violenza si è diffusa in nove dei 16 distretti della provincia. La maggior parte degli attacchi sono stati condotti da militanti, ma alcuni sono stati effettuati anche da banditi. Il 23 marzo i militanti conquistarono la città chiave di Mocìmboa de Praia a Cabo Delgado. Due settimane dopo, gli insorti lanciarono attacchi contro una sei villaggi della provincia. L'8 aprile i militari hanno lanciato attacchi con elicotteri contro basi militanti in due distretti. Il giornalista Joseph Hanlon ha pubblicato una fotografia che mostra uno degli elicotteri da combattimento che hanno preso parte all'attacco e ha affermato che era pilotato dai mercenari della Wagner. Tuttavia, altre due fonti citate dal Daily Maverick hanno affermato che i mercenari appartenevano alla compagnia militare privata sudafricana Dyck Advisory Group (DAG) e che il gruppo Wagner si era ritirato dal Mozambico a marzo.

### Mali
A metà settembre 2021, secondo fonti diplomatiche e di sicurezza, era prossimo alla conclusione un accordo che avrebbe consentito al Gruppo Wagner di operare in Mali. Secondo fonti contrastanti, almeno 1.000 mercenari o poco meno sarebbero stati dispiegati in Mali, che è in guerra civile dal 2012, e il gruppo Wagner sarebbe pagato circa 6 miliardi di franchi CFA al mese per l'addestramento dell'esercito maliano e la fornitura di protezione per funzionari di governo. La Francia, che in precedenza governava il Mali come colonia, stava facendo pressioni diplomatiche per impedire che l'accordo venisse promulgato. Dalla fine di maggio 2021, il Mali è governato da una giunta militare salita al potere in seguito a un colpo di Stato. In risposta, il primo ministro del Mali Choguel Kokalla Maïga nel suo discorso all'Assemblea generale delle Nazioni Unite ha dichiarato: "La nuova situazione risultante dalla fine dell'operazione Barkhane pone il Mali di fronte al fatto compiuto - abbandonandoci, in una certa misura a metà percorso - e conduce noi per esplorare percorsi e mezzi per garantire meglio la nostra sicurezza in modo autonomo o con altri partner". Il Regno Unito, l'Unione Europea e la Costa d'Avorio hanno avvertito il Mali di non impegnarsi in un accordo con il gruppo Wagner.
Tuttavia, il 30 settembre 2021, il Mali ha ricevuto una spedizione di quattro elicotteri, oltre ad armi e munizioni, nell'ambito di un contratto stipulato nel dicembre 2020. La spedizione è stata ricevuta dal ministro della Difesa del Mali, che ha elogiato la Russia definendola "un paese amico con cui il Mali ha sempre mantenuto un partenariato molto fruttuoso".
Alla fine di dicembre, la Francia ha pubblicato una dichiarazione congiunta firmata anche da Regno Unito, Germania, Canada e altri 11 governi europei in cui affermava di aver assistito al dispiegamento del Gruppo Wagner in Mali, con il sostegno della Russia, e di aver condannato l'azione. Il Mali ha negato il dispiegamento, chiedendo prove di fonti indipendenti, ma ha riconosciuto che "istruttori russi" erano nel paese come parte del rafforzamento delle forze militari e di sicurezza e che era "coinvolto solo in una partnership da stato a stato con la Federazione Russa, suo partner storico". Fonti del governo francese hanno affermato che l'accusa del dispiegamento di Wagner era basata su fattori che includevano lo sviluppo di una nuova base militare vicino all'aeroporto di Bamako, nonché "modelli di volo sospetti".
Il mese successivo, funzionari dell'esercito maliano hanno confermato che circa 400 consiglieri militari russi erano arrivati nel paese ed erano presenti in diverse parti del Mali. Diversi funzionari, incluso uno occidentale, hanno affermato che "mercenari" russi erano dispiegati in Mali, ma una fonte militare Maliana lo ha negato. Tuttavia, un funzionario del Mali centrale, ha affermato che erano presenti sia consulenti russi che mercenari e che non tutti erano cittadini russi. Secondo un ufficiale militare francese, nella parte centrale del paese erano presenti tra i 300 e i 400 mercenari, insieme a addestratori russi che fornivano equipaggiamento. Sono emerse foto dei mercenari nella città di Ségou dalla fine di dicembre 2021, dove ne sarebbero stati schierati 200. Inoltre, è stato riferito che all'inizio di gennaio 2022 i mercenari si sono scontrate a sud di Mopti con i jihadisti.
A metà gennaio 2022, i mercenari della Wagner sono stati schierati in un'ex base militare francese a Timbuctù, nel nord del Mali. Successivamente, anche l'esercito americano ha confermato la presenza del Gruppo Wagner in Mali. All'inizio di aprile 2022, circa 200 soldati maliani e 9 agenti di polizia stavano ricevendo addestramento in Russia. Il 5 aprile 2022 Human Rights Watch ha pubblicato un rapporto in cui accusa i soldati maliani e i mercenari russi di aver giustiziato circa 300 civili tra il 27 e il 31 marzo, durante un'operazione militare a Moura, nella regione di Mopti. Secondo l'esercito maliano, più di 200 militanti sono stati uccisi nell'operazione, che avrebbe coinvolto più di 100 russi.
Il 19 aprile 2022, la prima morte ufficialmente confermata di un consigliere militare russo, che si dice fosse un membro di Wagner, è avvenuta quando una pattuglia militare ha colpito una bomba sul ciglio della strada vicino alla città di Hombori. Il 22 aprile 2022, tre giorni dopo che l'esercito francese ha consegnato la base militare di Gossi alle forze Maliane, la Francia ha affermato che sospetti mercenari del gruppo Wagner hanno seppellito una dozzina di corpi in una fossa comune a pochi chilometri a est della base subito dopo il ritiro, con l'intento di incolpare la Francia. L'esercito francese ha pubblicato immagini video che sembrano mostrare 10 soldati che coprono i corpi di sabbia, due giorni dopo che un "sensore ha osservato una dozzina di individui caucasici, molto probabilmente appartenenti al gruppo Wagner" e soldati maliani che sono arrivati al luogo di sepoltura per scaricare le attrezzature, secondo a un rapporto militare francese. Il 25 aprile 2022, l'organizzazione jihadista JNIM legata ad Al-Qaida ha affermato di aver catturato un certo numero di membri del gruppo Wagner all'inizio del mese nella regione centrale di Ségou.
Alla fine di giugno 2022, sono emerse accuse contro il gruppo Wagner secondo cui i mercenari stavano saccheggiando città e arrestando indiscriminatamente persone nella regione settentrionale di Tombouctou, costringendo i civili a fuggire in Mauritania.
Il Mali è il primo paese africano in cui la Wagner riemerge dopo la morte di Prigožin e del comando militare. In un video pubblicato a settembre, i soldati del gruppo partecipano ad un'operazione nel nord del paese contro i ribelli Tuareg, a fianco delle truppe governative.

### Bielorussia

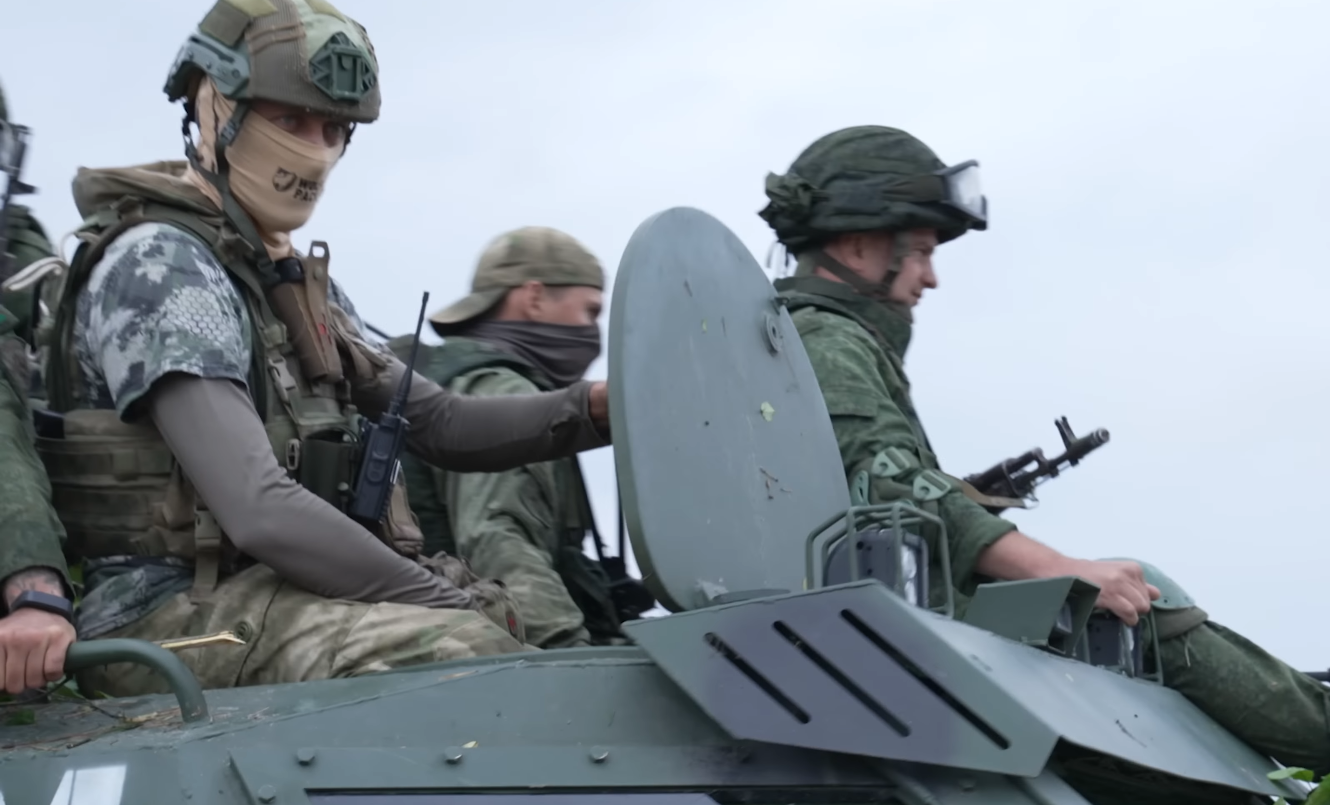
Mercenari del gruppo Wagner in Bielorussia

Nel luglio 2023, il quotidiano austriaco Die Presse ha riferito, citando immagini satellitari dei servizi segreti americani datate 30 giugno, che i mercenari stavano costruendo tre campi base in Bielorussia e che più di 300 tende erano già state montate nell'ex base militare vicino a Asipovičy nell'Oblast di Mogilev.
Il 14 luglio, il servizio stampa del Ministero della Difesa Bielorusso ha riferito che vicino alla città di Asipovičy, dove i mercenari lavorano come istruttori, sono stati schierati "posti di addestramento" per i responsabili del servizio militare della difesa territoriale. Il gruppo di monitoraggio “Belarusian Gayun” ha riferito che entro il 6 luglio potevano essere presenti sul territorio bielorusso circa 200 mercenari; l’11 luglio il numero era salito a circa 2.000. Un canale telegram vicino alla PMC ha riferito che fino a 10.000 mercenari sarebbero in Bielorussia. Secondo l'Ucraina, all'inizio di agosto in Bielorussia erano presenti 6.400 mercenari.
Il 20 luglio, il Ministero della Difesa della Bielorussia ha annunciato esercitazioni militari congiunte con la PMC Wagner nell'Oblast di Brest.
Le operazioni della Wagner PMC in Bielorussia sono dirette dall'ucraino Sergei Chubko con il nominativo Pioneer.

### Artsakh
Diversi giorni dopo che i media russi avevano dato notizia che i mercenari russi erano pronti a combattere contro l'Azerbaigian nel Nagorno-Karabakh, una fonte all'interno del gruppo Wagner, così come l'analista militare russo Pavel Felgenhauer, ha riferito che i mercenari Wagner erano stati inviati a sostenere le forze armate del Repubblica dell'Artsakh parzialmente riconosciuta, contro l'Azerbaigian durante la guerra del Nagorno-Karabakh del 2020 come operatori ATGM. Tuttavia, Bellingcat ha riferito che il gruppo Wagner non era presente nel Nagorno-Karabakh, indicando il canale pubblico Reverse Side of the Medal (RSOTM), utilizzato dai mercenari russi, incluso Wagner. RSOTM ha pubblicato due immagini e una canzone che alludevano alla possibilità che i mercenari di Wagner arrivassero nel Nagorno-Karabakh, ma Bellingcat ha stabilito che le immagini non erano correlate.
Dopo la fine della guerra, il capitano in pensione Viktor Zlobov ha dichiarato che i mercenari di Wagner hanno svolto un ruolo significativo nel riuscire a preservare il territorio che è rimasto sotto il controllo armeno durante il conflitto ed erano i principali responsabili del fatto che gli armeni fossero riusciti a mantenere il controllo della città di Şuşa per molto tempo anche se la città fu poi presa dalle truppe azere. La Turchia ha riferito che 380 "biondi con gli occhi azzurri" hanno preso parte al conflitto dalla parte dell'Artsakh, mentre alcune pubblicazioni russe hanno stimato a 500 il numero dei mercenari Wagner arrivati nella regione all'inizio di novembre. 300 di questi avrebbero preso parte della battaglia di Shusi e una foto di un mercenari, apparentemente scattata davanti a una chiesa a Şuşa durante la guerra, è apparsa su Internet il mese successivo. L'agenzia di stampa russa OSN ha riferito che l'arrivo dei mercenari è stato anche uno dei fattori che hanno portato all'interruzione dell'offensiva dell'Azerbaigian contro il Nagorno-Karabakh.

### Burkina Faso
Dopo più di sei anni di insurrezione jihadista in Burkina Faso, il 23 gennaio 2022 ha avuto luogo un colpo di Stato, con i militari che hanno deposto il presidente Roch Marc Christian Kaboré e hanno dichiarato che il parlamento, il governo e la costituzione erano stati sciolti. Il colpo di Stato è stato guidato dal tenente colonnello Paul-Henri Sandaogo Damiba ed è arrivato in risposta al fallimento del governo nel reprimere l'insurrezione islamista, che ha provocato la morte di 2.000 persone e tra 1,4 e 1,5 milioni di sfollati. La rabbia era diretta anche verso la Francia, che forniva supporto militare al governo.
Un giorno dopo il colpo di Stato, Alexander Ivanov, rappresentante ufficiale degli addestratori militari russi nella Repubblica Centrafricana, offrì addestramento all'esercito Burkinabé. Successivamente, è stato rivelato che poco prima del colpo di Stato militare il tenente colonnello Damiba aveva tentato di persuadere il presidente Kaboré a ingaggiare il gruppo Wagner contro gli insorti islamisti. Inoltre, meno di due settimane prima del golpe, il governo ha annunciato di aver sventato un complotto di colpo di Stato, dopo di che è stato ipotizzato che il gruppo Wagner potesse tentare di stabilirsi in Burkina Faso. Il colpo di Stato ha trovato un sostegno significativo nel paese ed è stato seguito da proteste contro la Francia ea sostegno dell'acquisizione, con i manifestanti che hanno chiesto l'intervento della Russia. Il Dipartimento della difesa degli Stati Uniti ha dichiarato di essere a conoscenza delle accuse secondo cui il gruppo Wagner avrebbe potuto essere "una forza dietro l'acquisizione militare in Burkina Faso", ma non poteva confermare se queste fossero vere.

### Ciad
Il governo degli Stati Uniti ha condiviso informazioni con il governo ciadiano secondo cui Wagner sta lavorando con i ribelli nel paese per destabilizzare il governo e forse sta tramando per assassinare il presidente del paese così come altri alti funzionari del governo. Wagner avrebbe anche cercato di stringere legami con elementi della classe dirigente ciadiana. Un funzionario statunitense ha detto al New York Times che il tentativo di rovesciare un governo ha rappresentato uno spartiacque per la strategia di costruzione dell'influenza di Wagner.

### Moldavia
Durante le proteste antigovernative nel febbraio 2023, la polizia di frontiera moldava ha riferito di aver arrestato un presunto membro del gruppo Wagner all'aeroporto di Chisinau.

### Serbia

#### Attività di reclutamento
Un video di notizie russe che afferma di mostrare "volontari" serbi addestrati dal gruppo Wagner per combattere a fianco delle truppe russe in Ucraina ha suscitato indignazione in Serbia. Il presidente della Serbia, Aleksandar Vucic, ha reagito con rabbia sulla TV nazionale, chiedendo perché il gruppo Wagner dovrebbe chiamare qualcuno dalla Serbia quando è contro i regolamenti del paese.

### Haiti
Secondo le informazioni trapelate da documenti dell'intelligence statunitense, Wagner ha cercato di espandere le sue operazioni ad Haiti, contattando il governo haitiano in difficoltà con una proposta per combattere le bande per conto del governo.

## Wagnergate
Wagnergate è il nome attribuito dai media a un'operazione condotta dai servizi speciali ucraini che prevedeva di attirare su un volo di linea alcuni mercenari del Gruppo Wagner e farlo poi atterrare a Kiev per arrestarli. Secondo le indagini di Bellingcat e The Insider, l'operazione è stata condotta con la partecipazione segreta degli Stati Uniti e della Turkish Airlines. L'operazione speciale è fallita nel luglio 2020 a causa del rinvio della sua fase critica su ordine di Andrij Jermak e della presunta fuga di informazioni dall'ufficio del Presidente dell'Ucraina.

## Perdite
| Conflitto                                            | Periodo                        | Perdite Wagner                                                     | Note |
| ---------------------------------------------------- | ------------------------------ | ------------------------------------------------------------------ | --- |
| Guerra in Donbass                                    | Giugno 2014 - Ottobre 2015     | 30 - 80 morti                                                      | La SBU ucraina ha affermato che 36 mercenari sono stati uccisi durante i combattimenti per l'aeroporto internazionale di Luhans'k e la battaglia di Debal'ceve. Quattro di quelli che perirono nella battaglia per l'aeroporto furono uccisi nel vicino villaggio di Chrjaščevatoe. |
| Guerra civile siriana                                | Settembre 2015 - Dicembre 2017 | 151 - 201 morti 900+ feriti                                        | Il CIT ha riportato una stima prudente di almeno 101 vittime tra ottobre 2015 e metà dicembre 2017. Il fondatore di CIT ha dichiarato che il bilancio delle vittime era di almeno 100-200, mentre un altro blogger di CIT ha affermato che almeno 150 sono stati uccisi e più di 900 feriti. Fontanka ha riportato una stima di almeno 73 morti entro la metà di dicembre 2017, di cui 40-60 durante i primi mesi del 2017. Un ex ufficiale dei mercenari ha dichiarato che non meno di 100 morti entro la fine di agosto 2016. Un altro mercenario è stato ucciso a fine dicembre 2017. |
| Guerra civile siriana                                | Maggio 2018 - presente         | 17 morti                                                           | Inoltre, a metà giugno 2019 sono morti anche tre mercenari appartenenti alla compagnia militare privata russa Shield. Due dei tre erano ex membri di Wagner. |
| Guerra civile siriana - Battaglia per Khasam         | 7 febbraio 2018                | 14 - 64 morti (confermati) 80 - 100 morti (stima) 100 - 200 feriti | La SBU ucraina ha affermato che 80 furono uccisi e 100 feriti, nominando 64 morti. Una fonte con legami con Wagner e un medico militare russo ha affermato che 80-100 furono uccisi e 200 feriti. Un giornalista russo credeva che fossero morti tra 20 e 25, mentre allo stesso modo CIT stimava che ne fossero morti un totale tra 20 e 30. Il quotidiano Novaja Gazeta sostiene ci siano stati 13 morti, mentre l'atamano del distretto autonomo cosacco baltico ha dichiarato non più di 15-20 morti. I comandanti Wagner stimano il bilancio delle vittime a 14 o 15 al massimo.    |
| Seconda guerra civile nella Repubblica Centrafricana | Marzo 2018 - presente          | 33 morti                                                           | |
| Rivoluzione sudanese                                 | Dicembre 2018 - Gennaio 2019   | 2 morti                                                            | |
| Seconda guerra civile in Libia                       | Settembre 2019 - presente      | 21 - 48 morti                                                      | Il blogger russo Michail Polynkov ha affermato che non meno di 100 mercenari erano stati uccisi all'inizio di aprile 2020. Tuttavia, ciò non è stato confermato in modo indipendente. |
| Insurrezione a Cabo Delgado                          | Settembre 2019 - Marzo 2020    | 11 morti                                                           | |
| Guerra in Mali                                       | Dicembre 2021 - presente       | 1 morto (confermato)                                               | La morte di un altro "mercenario" russo e di due "soldati stranieri", che si dice fossero russi, sono stati segnalati anche in due incidenti a gennaio e marzo 2022. |
| Invasione russa dell'Ucraina                         | 24 febbraio 2022 - presente    | 800-1 000 morti (per l'Ucraina) 5 000 morti (per gli Stati Uniti)  | Gli Stati Uniti stimano che siano stati uccisi 5.000, ma BBC News Russian ha affermato che non ci sono dati affidabili sulle perdite del gruppo Wagner durante l'invasione. |

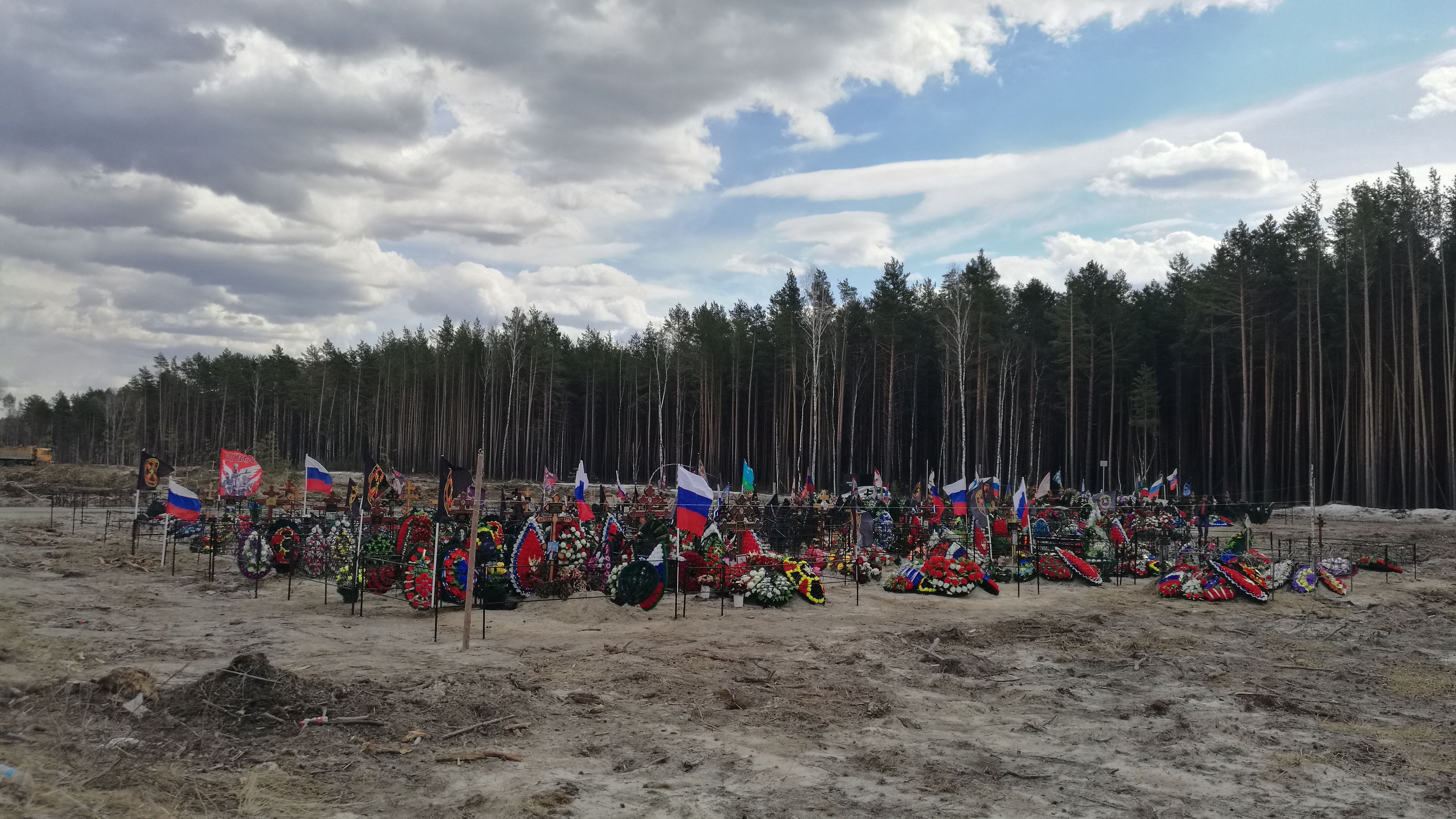
Cimitero militare del Gruppo Wagner.

Alle famiglie dei mercenari uccisi è vietato parlare con i media a condizione di non divulgazione che è un prerequisito per ottenere un risarcimento dall'azienda. Il compenso standard per la famiglia di un dipendente Wagner ucciso è fino a 5 milioni di rubli, secondo un funzionario di Wagner. La fidanzata di un combattente ucciso ha dichiarato che le famiglie vengono pagate tra 22.500 e 52.000 dollari a seconda del grado e della missione del mercenario ucciso. A metà del 2018, i veterani dell'esercito russo hanno esortato il governo russo a riconoscere l'invio di appaltatori militari privati a combattere in Siria, nel tentativo di garantire benefici finanziari e medici per i mercenari e le loro famiglie.
Il Sogaz International Medical Center di San Pietroburgo, una clinica di proprietà della grande compagnia di assicurazioni AO Sogaz, ha curato i mercenari feriti in combattimento all'estero dal 2016. Gli alti funzionari e proprietari della compagnia sono parenti del presidente russo Putin o altri legati a lui. Anche il direttore generale della clinica, Vladislav Baranov, ha un rapporto d'affari con Maria Vorontsova, la figlia maggiore di Putin.

## Premi e riconoscimenti
I mercenari Wagner hanno ricevuto riconoscimenti statali sotto forma di decorazioni militari e certificati firmati dal presidente russo Putin. I comandanti della Wagner Andrej Bogatov e Andrej Trošev hanno ricevuto l'onore di Eroe della Federazione Russa per aver assistito alla prima cattura di Palmira nel marzo 2016. Bogatov è stato gravemente ferito durante la battaglia. Nel frattempo, Aleksandr Kuznecov e Dmitrij Utkin avrebbero vinto quattro volte l'Ordine del coraggio. Anche i familiari dei mercenari uccisi hanno ricevuto medaglie dalla stessa Wagner, con la madre di un combattente ucciso che ha ricevuto due medaglie, una per "eroismo e valore" e l'altra per "sangue e coraggio". Wagner ha anche assegnato una medaglia per aver condotto operazioni in Siria ai suoi mercenari.
A metà dicembre 2017 si è tenuto un torneo di sollevamento pesi a Ulan-Ude, capitale della Repubblica Russa di Buriazia, dedicato alla memoria di Vjačeslav Leonov, un mercenario ucciso durante la campagna a Deir el-Zor. Lo stesso mese, il presidente della Russia ha firmato un decreto che istituisce la Giornata internazionale del volontariato in Russia, secondo la risoluzione delle Nazioni Unite del 1985, che sarà celebrata ogni anno ogni 5 dicembre. Il sito di notizie Russian Poliksal ha associato la celebrazione russa della Giornata del Volontariato all'onore dei mercenari della Wagner.
Alla fine di gennaio 2018 è emersa l'immagine di un monumento in Siria, dedicato ai "volontari russi". L'iscrizione sul monumento in arabo recitava: "Ai volontari russi, morti eroicamente nella liberazione dei giacimenti petroliferi siriani dall'ISIL". Il monumento si trovava nello stabilimento di Haiyan, a circa 50 chilometri da Palmira, dove furono schierati i mercenari Wagner. Un monumento identico è stato eretto anche a Lugansk nel febbraio 2018. Alla fine di agosto 2018, una cappella è stata costruita vicino a Goryachy Klyuch, territorio di Krasnodar, in Russia in memoria dei mercenari di Wagner uccisi nella lotta contro l'ISIL in Siria. Per ciascuno degli uccisi viene accesa una candela nella cappella. Verso la fine di novembre 2018 è stato rivelato che un terzo monumento, identico anche ai due in Siria e Lugansk, è stato eretto davanti alla cappella, che si trova a poche decine di chilometri dalla struttura di addestramento dei mercenari a Molkin.
Secondo quanto riferito, la leadership del gruppo Wagner e i suoi istruttori militari sarebbero stati invitati a partecipare alla parata militare del 9 maggio 2018, dedicata al Giorno della Vittoria.
Il 14 maggio 2021, un film russo ispirato agli istruttori militari russi nella Repubblica Centrafricana è stato presentato in anteprima allo stadio nazionale di Bangui. Intitolato The Tourist, raffigura un gruppo di consiglieri militari russi inviati in RCA alla vigilia delle elezioni presidenziali e, a seguito di una violenta ribellione, difendono la popolazione locale dai ribelli. Secondo quanto riferito, il film è stato finanziato da Evgenij Prigožin per migliorare la reputazione del gruppo Wagner e includeva alcuni mercenari della Wagner come comparse. Sei mesi dopo, a Bangui fu eretto un monumento all'esercito russo. Alla fine di gennaio 2022, è stato presentato in anteprima un secondo film sui mercenari russi. La pellicola, intitolata Granit, ha mostrato la vera storia della missione degli appaltatori nella regione di Cabo Delgado in Mozambico nel 2019, contro i militanti islamisti.

### In lingua italiana
- Marat Gabidullin, Io, comandante di Wagner, Milano, Libreria Pienogiorno, 2022, ISBN 9791280229571.

### In lingua inglese
- Kimberly Marten (2019) "Russia’s use of semi-state security forces: the case of the Wagner Group." Post-Soviet Affairs, 35:3, 181–204.
- John W. Parker, Putin's Syrian Gambit: Sharper Elbows, Bigger Footprint, Stickier Wicket, National Defense University Press, 2017, ISBN 9780160939983.